# Pontiac Firebird
El Pontiac Firebird es un automóvil deportivo que la marca estadounidense Pontiac construyó para que su matriz General Motors siguiera presente en el exclusivo sector de los deportivos más apetecibles del mundo entre los años 1967 y 2002. Debe su nombre a un dios de los indios nativos americanos.

## Primera generación (1967-1969)

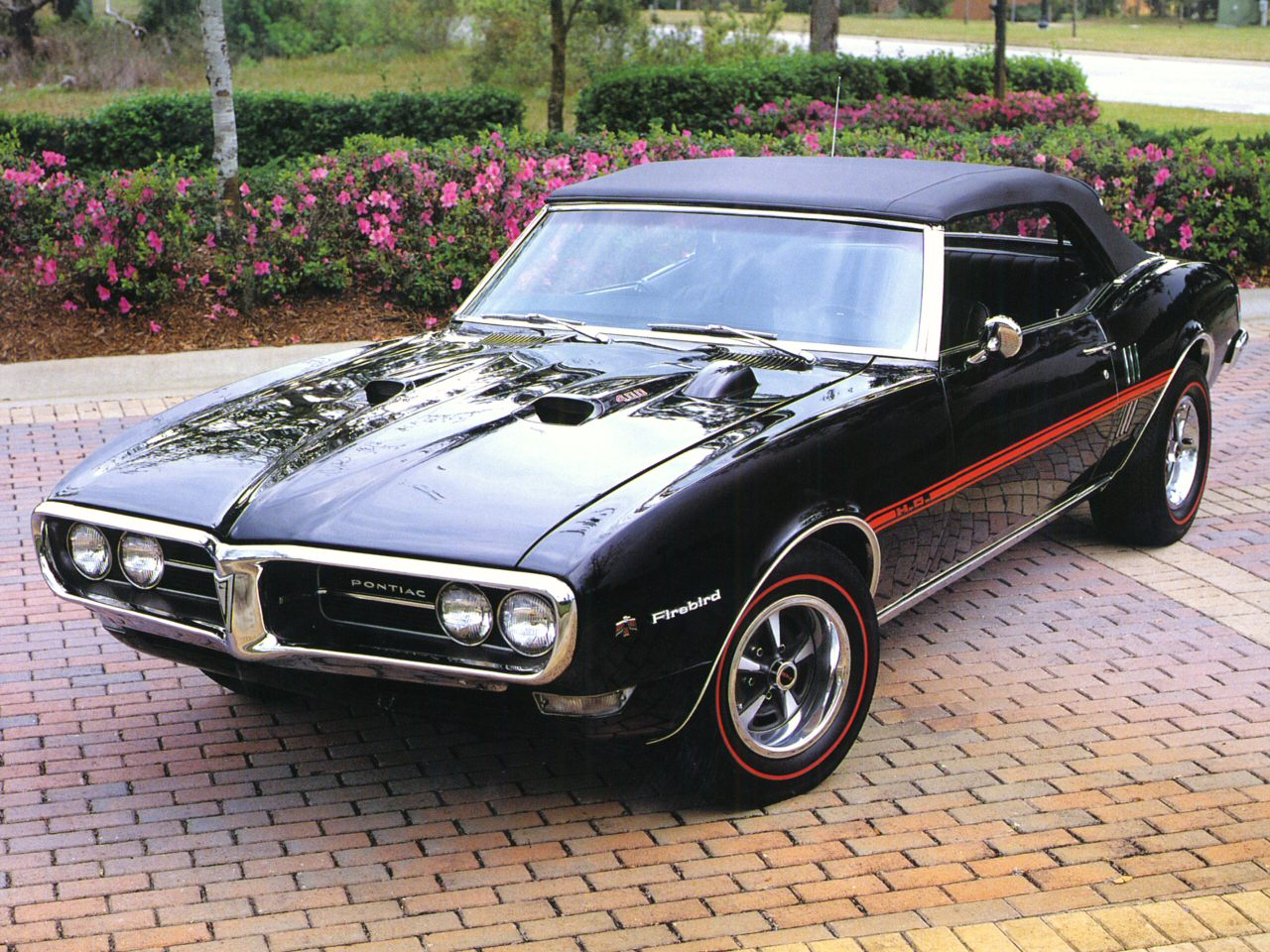
Modelo 1968 400 HO descapotable con el tacómetro sobre el cofre

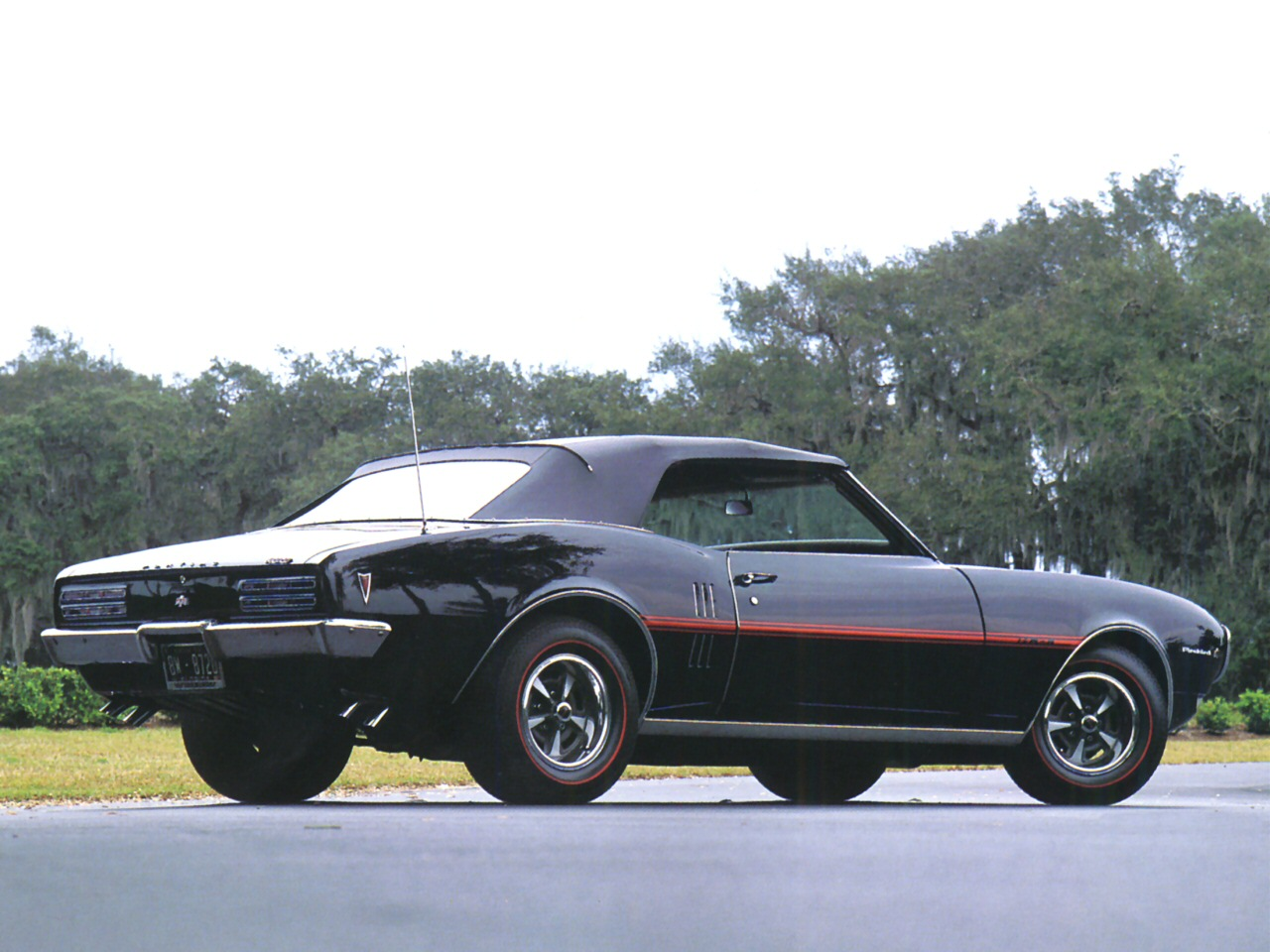
Vista trasera 3/4 del 400 HO de 1968 descapotable con techo de lona

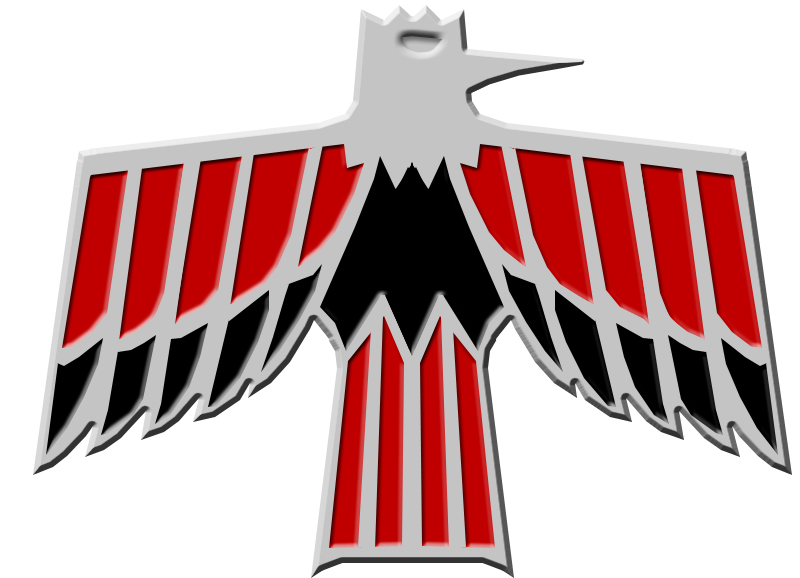
Emblema del Firebird

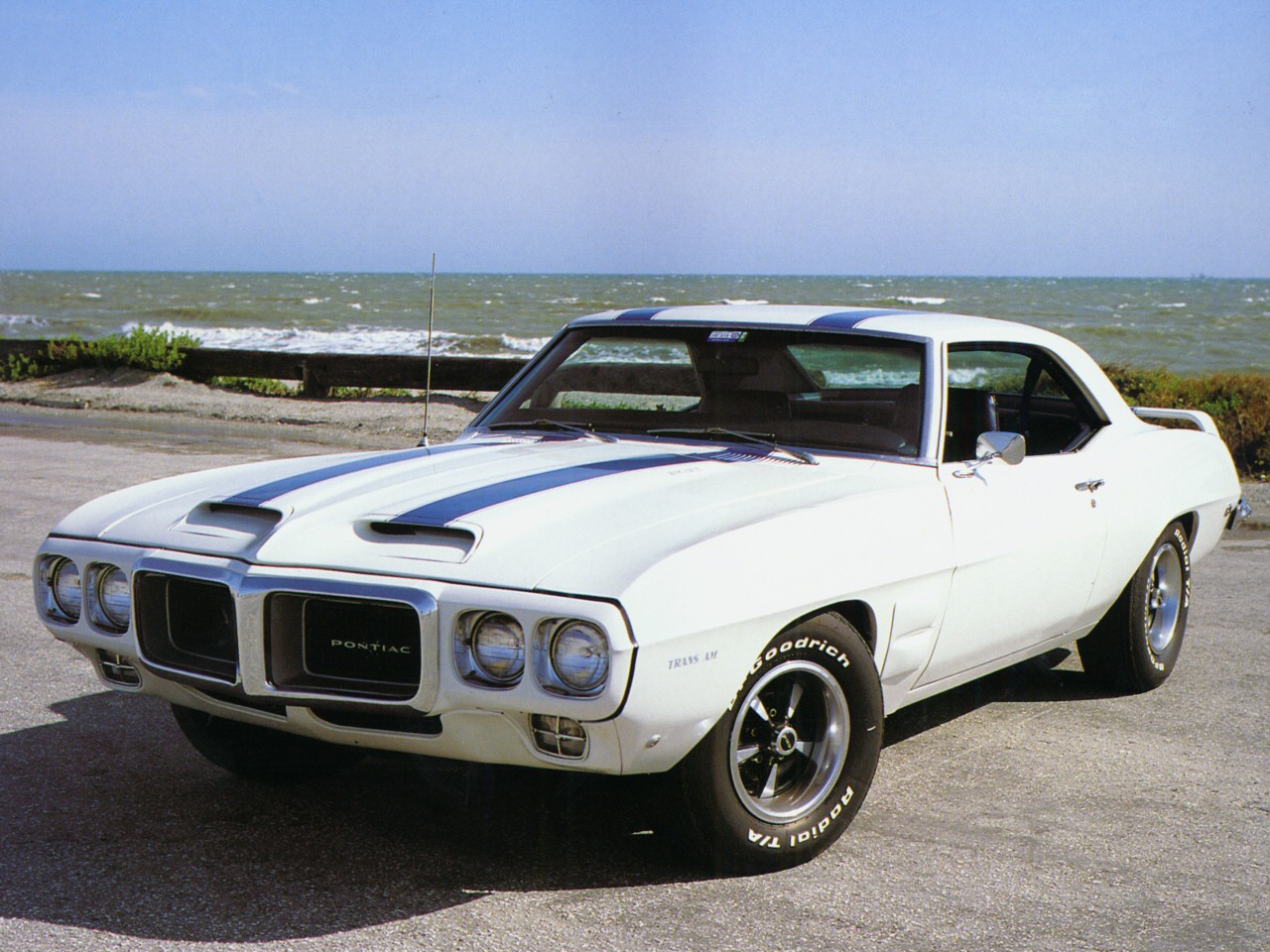
Trans Am de 1969 en blanco polar con rayas azules

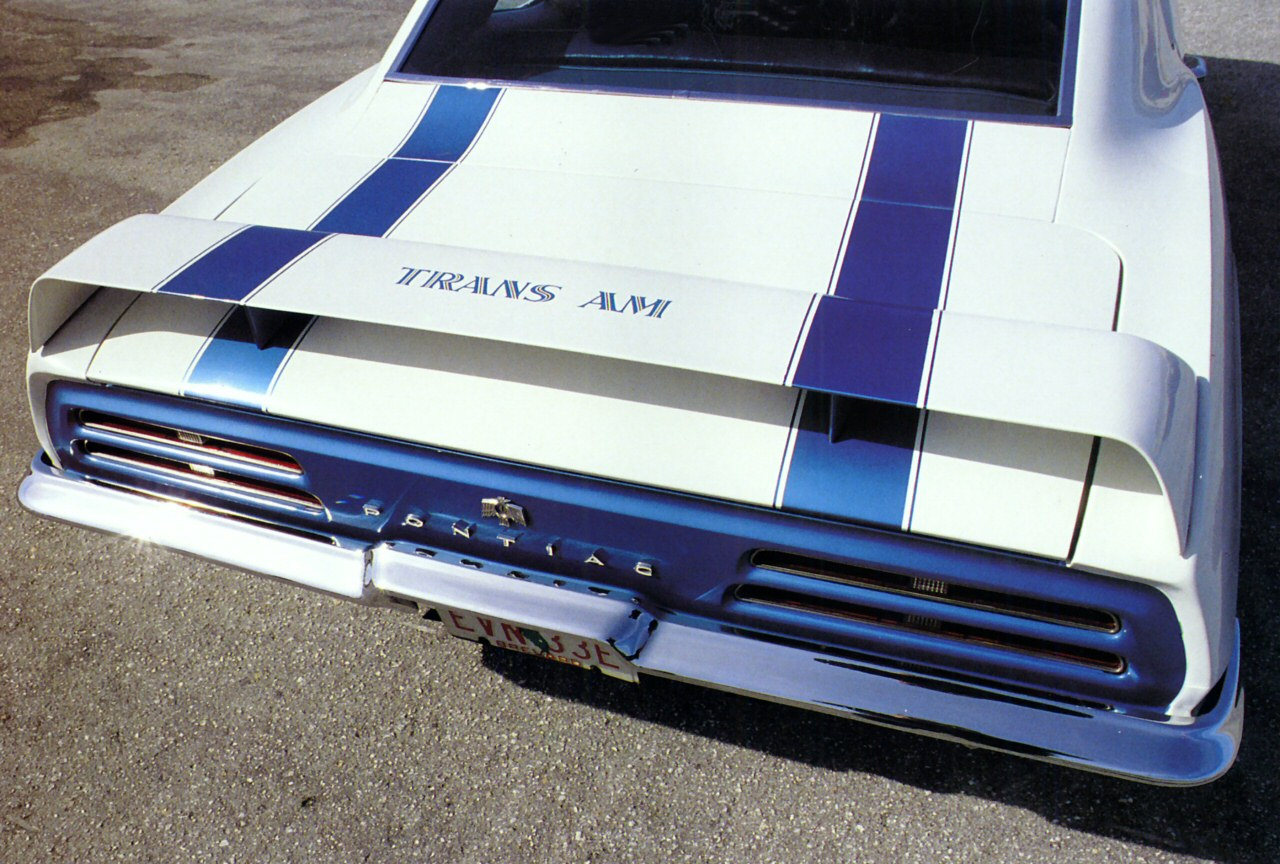
Vista trasera con la leyenda "TRANS AM" en el spoiler trasero

El Firebird se presentó seis meses después que su "hermano" de plataforma, el Chevrolet Camaro. Esto coincidió con el lanzamiento del Mercury Cougar. Los vehículos eran, en su mayor parte, impulsados por diversos motores V8 de las diferentes divisiones de General Motors. Aunque principalmente Pontiac proveía sus propios motores hasta 1977, después de ese año se fabricaron con diferentes motores de casi toda la gama de General Motors hasta 2002.
El precursor del concepto del muscle car fue el GTO, que poco después dio origen a uno de los deportivos más icónicos de la cultura americana, el Firebird, que salió a la venta tres años después que el GTO, en 1967.
La primera generación empezó a comercializarse en 1967 y estuvo en el mercado durante tres años. Recibía el nombre de un dios indio que simboliza la belleza, el poder y la juventud y se lanzó en cuatro versiones unos meses después de la presentación del Chevrolet Camaro, con lo que John DeLorean, cabeza visible del proyecto, tuvo tiempo para mejorar la ingeniería, mover el motor hacia atrás y añadir barras de torsión en el eje trasero para mejorar el reparto de pesos y la tracción. Sin embargo, no fue hasta el final de esa primera generación que llegó el Trans-Am, que recibía el nombre de las célebres carreras americanas. Esta versión contaba con un V8 Ram-Air que superaba los 253 HP (257 CV; 189 kW) del Firebird 400.
La firma decidió ofrecer el paquete Trans Am para el exitoso Firebird en 1969. Unos pony cars relativamente compactos, poderosos y orientados a la juventud, que tenían la opción WS4 (Trans Am Convenience and Sports Package), nacieron de las plantas de ensamblaje de Van Nuys (California) y Norwood (Ohio). Un total de 697 TA de Firebird, incluyendo ocho descapotables, se vendieron ese año, que fue un inicio desfavorable para lo que se convirtió en uno de los coches más populares y perdurables de la historia. Varios factores contribuyeron a esa baja producción inicial en un lanzamiento a mitad de año, con un precio alto para la opción WS4. Además, se supo que el F-Body rediseñado estaría disponible para 1970, por lo que es probable que los compradores esperaron el nuevo modelo. Hoy en día, la popularidad del Trans Am de primera generación, combinada con el bajo número de ellos producidos, los ha convertido en objetos de colección del más alto nivel.
Tenía un estilo característico de "botella de Coca-Cola" que compartía con su primo el Chevrolet Camaro. Al anunciar una tendencia de estilo Pontiac, sus defensas se integraron en el diseño de la parte delantera, dándole un aspecto más aerodinámico que el Camaro. Las luces traseras de "hendidura" se inspiraron en el GTO de 1966-1967. Se ofrecieron tanto un techo rígido de dos puertas como un descapotable hasta el modelo 1969.
El modelo base de 1967 estaba equipado con un motor de seis cilindros en línea SOHC de 230 plg³ (3,8 litros), basado en la arquitectura del Chevrolet estándar de seis cilindros en línea, con un carburador de una garganta cuya potencia era de 165 HP (167 CV; 123 kW). El modelo "Sprint" de seis cilindros venía con un carburador de cuatro gargantas que desarrollaba 215 HP (218 CV; 160 kW).
La mayoría de los compradores optaron por uno de los tres motores V8: el de 326 plg³ (5,3 litros), con un carburador de dos gargantas que producía 250 HP (253 CV; 186 kW); el 326 también de cuatro gargantas "HO" (alto rendimiento), que producía 285 HP (289 CV; 213 kW); o el de 400 plg³ (6,6 litros) del GTO con 325 HP (330 CV; 242 kW).
Los motores de 230 plg³ (3,8 litros) se ampliaron posteriormente, en 1968, a 250 plg³ (4,1 litros), la versión base desarrolló un aumento a 175 HP (177 CV; 130 kW) con un carburador de una garganta, mientras que la versión Sprint de alto rendimiento, alcanzaba los 215 HP (218 CV; 160 kW) con un carburador de cuatro gargantas. También para el modelo de 1968, el bloque V8 de 326 plg³ (5,3 litros) se reemplazó por el Pontiac con una cilindrada de 350 plg³ (5,7 litros), que en realidad era de 354 plg³ (5,8 litros), el cual producía 265 HP (269 CV; 198 kW) con un carburador de dos gargantas. A partir de ese año, también se ofreció una versión HO del 350 plg³ (5,7 litros) con una leva revisada, que desarrollaba 320 HP (324 CV; 239 kW). La potencia de salida de los otros motores se incrementó marginalmente.
La diferencia de estilo del modelo de 1967 al de 1968 fue la adición de luces de posición laterales exigidas por el gobierno federal: en la parte delantera del automóvil, las señales de giro se hicieron más grandes y se extendieron para envolver los bordes delanteros del automóvil y en la parte trasera se añadió el logotipo de Pontiac (en forma de V) "Arrowhead" a cada lado.

### Producción
| Tipo                  | 1967   | 1968    | 1969   | Totales |
| --------------------- | ------ | ------- | ------ | ------- |
| Hardtop               | 67 032 | 90 152  | 75 362 | 232 546 |
| Descapotable          | 15 528 | 16 960  | 11 649 | 44 137  |
| Trans Am Hardtop      |        |         | 689    |         |
| Trans Am descapotable |        |         | 8      | 8       |
| Totales               | 82 560 | 107 112 | 87 708 | 277 380 |

### Especificaciones

#### Motorizaciones
| Variantes           | Tipo de motor | Distribución               | Cilindrada       | Diámetro x carrera                | Relación de compresión | Potencia máxima                    | Par máximo                      |
| ------------------- | ------------- | -------------------------- | ---------------- | --------------------------------- | ---------------------- | ---------------------------------- | ------------------------------- |
| 230                 | 6 en línea    | SOHC 2 válvulas x cilindro | 230 plg³ (3,8 L) | 3,875 x 3,25 plg (98,4 x 82,6 mm) | 9,0:1                  | 165 HP (167 CV; 123 kW) @ 4700 rpm | 216 lb·pie (293 N·m) @ 2600 rpm |
| 250                 | 6 en línea    | SOHC 2 válvulas x cilindro | 250 plg³ (4,1 L) | 3,88 x 3,53 plg (98,6 x 89,7 mm)  | 9,0:1                  | 175 HP (177 CV; 130 kW) @ 4800 rpm | 240 lb·pie (325 N·m) @ 2600 rpm |
| Sprint              | 6 en línea    | SOHC 2 válvulas x cilindro | 250 plg³ (4,1 L) | 3,88 x 3,53 plg (98,6 x 89,7 mm)  | 10,5:1                 | 215 HP (218 CV; 160 kW) @ 5200 rpm | 255 lb·pie (346 N·m) @ 3800 rpm |
| 326                 | V8            | OHV 2 válvulas x cilindro  | 326 plg³ (5,3 L) | 3,72 x 3,75 plg (94,5 x 95,3 mm)  | 9,2:1                  | 250 HP (253 CV; 186 kW) @ 4600 rpm | 333 lb·pie (451 N·m) @ 2800 rpm |
| 326 H.O.            | V8            | OHV 2 válvulas x cilindro  | 326 plg³ (5,3 L) | 3,72 x 3,75 plg (94,5 x 95,3 mm)  | 10,5:1                 | 285 HP (289 CV; 213 kW) @ 5000 rpm | 359 lb·pie (487 N·m) @ 3200 rpm |
| 350                 | V8            | OHV 2 válvulas x cilindro  | 354 plg³ (5,8 L) | 3,88 x 3,75 plg (98,6 x 95,3 mm)  | 9,2:1                  | 265 HP (269 CV; 198 kW) @ 4600 rpm | 355 lb·pie (481 N·m) @ 2800 rpm |
| 350 H.O.            | V8            | OHV 2 válvulas x cilindro  | 354 plg³ (5,8 L) | 3,88 x 3,75 plg (98,6 x 95,3 mm)  | 10,5:1                 | 320 HP (324 CV; 239 kW) @ 5100 rpm | 380 lb·pie (515 N·m) @ 3200 rpm |
| 400 Ram Air         | V8            | OHV 2 válvulas x cilindro  | 400 plg³ (6,6 L) | 4,12 x 3,75 plg (104,6 x 95,3 mm) | 10,75:1                | 325 HP (330 CV; 242 kW) @ 5200 rpm | 410 lb·pie (556 N·m) @ 3600 rpm |
| Trans Am            | V8            | OHV 2 válvulas x cilindro  | 400 plg³ (6,6 L) | 4,12 x 3,75 plg (104,6 x 95,3 mm) | 10,8:1                 | 335 HP (340 CV; 250 kW) @ 5000 rpm | 430 lb·pie (583 N·m) @ 3400 rpm |
| Trans Am Ram Air IV | V8            | OHV 2 válvulas x cilindro  | 400 plg³ (6,6 L) | 4,12 x 3,75 plg (104,6 x 95,3 mm) | 10,75:1                | 345 HP (350 CV; 257 kW) @ 5400 rpm | 430 lb·pie (583 N·m) @ 3700 rpm |

#### Relaciones de las transmisiones

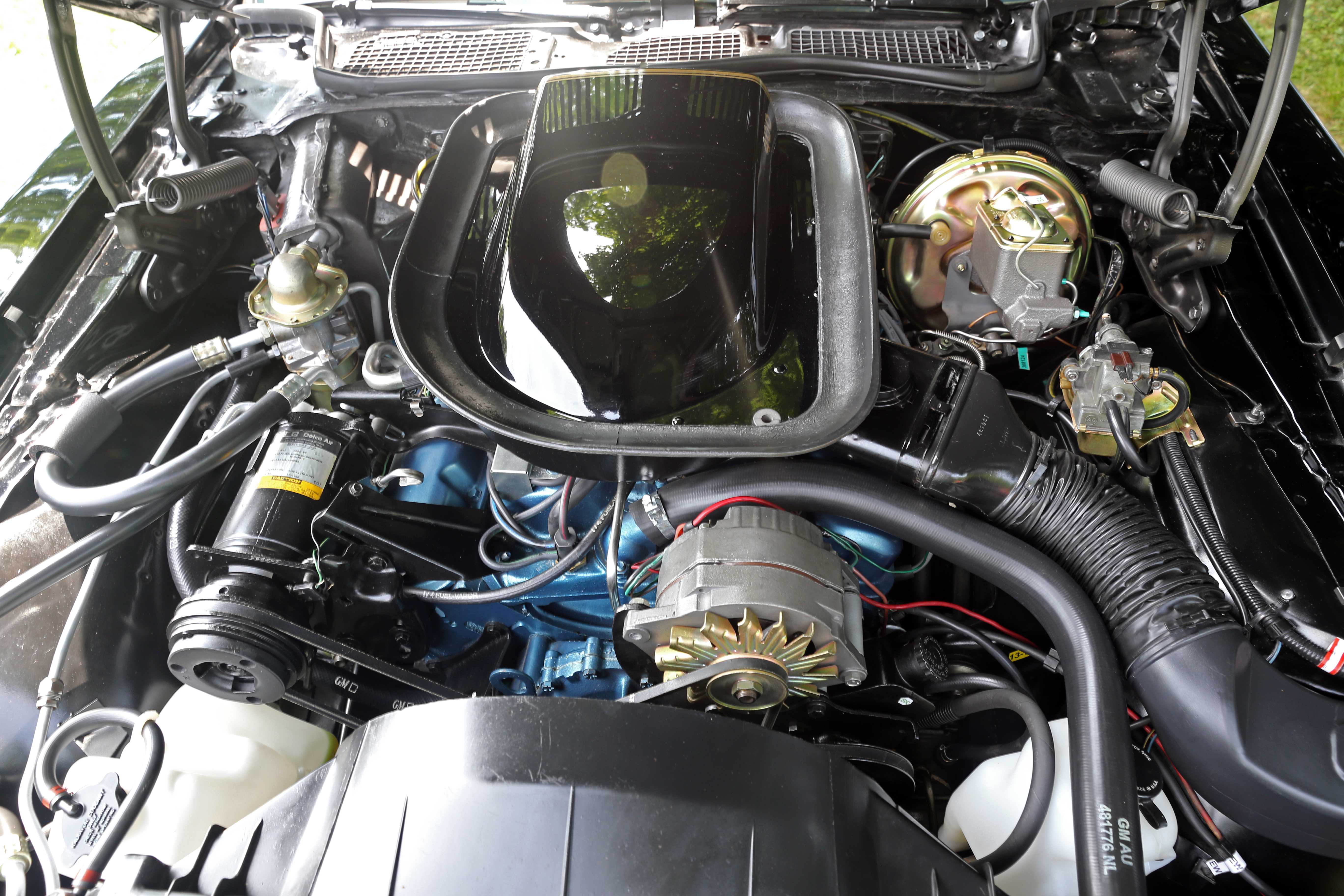
Motor V8 de de un Trans Am 50 Aniversario de 1976

| Tipo                         | 1.ª   | 2.ª  | 3.ª  | 4.ª  | Reversa | Final |
| ---------------------------- | ----- | ---- | ---- | ---- | ------- | ----- |
| Automática                   | 1,765 | 1    |      |      | 1,765   | 3,23  |
| Automática Turbo Hydra-Matic | 2,52  | 1,52 | 1    | 1,93 |         | 3,23  |
| Manual Saginaw Muncie        | 2,85  | 1,68 | 1    | 2,95 | 3,08    |       |
| Manual Muncie M20 wide-ratio | 2,52  | 1,88 | 1,46 | 1    | 2,59    | 3,23  |
| Manual Muncie close-ratio    | 2,2   | 1,64 | 1,28 | 1    | 2,27    | 3,9   |

## Segunda generación (1970-1981)

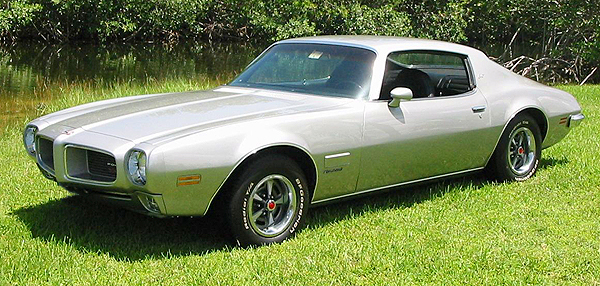
Firebird Esprit de 1971

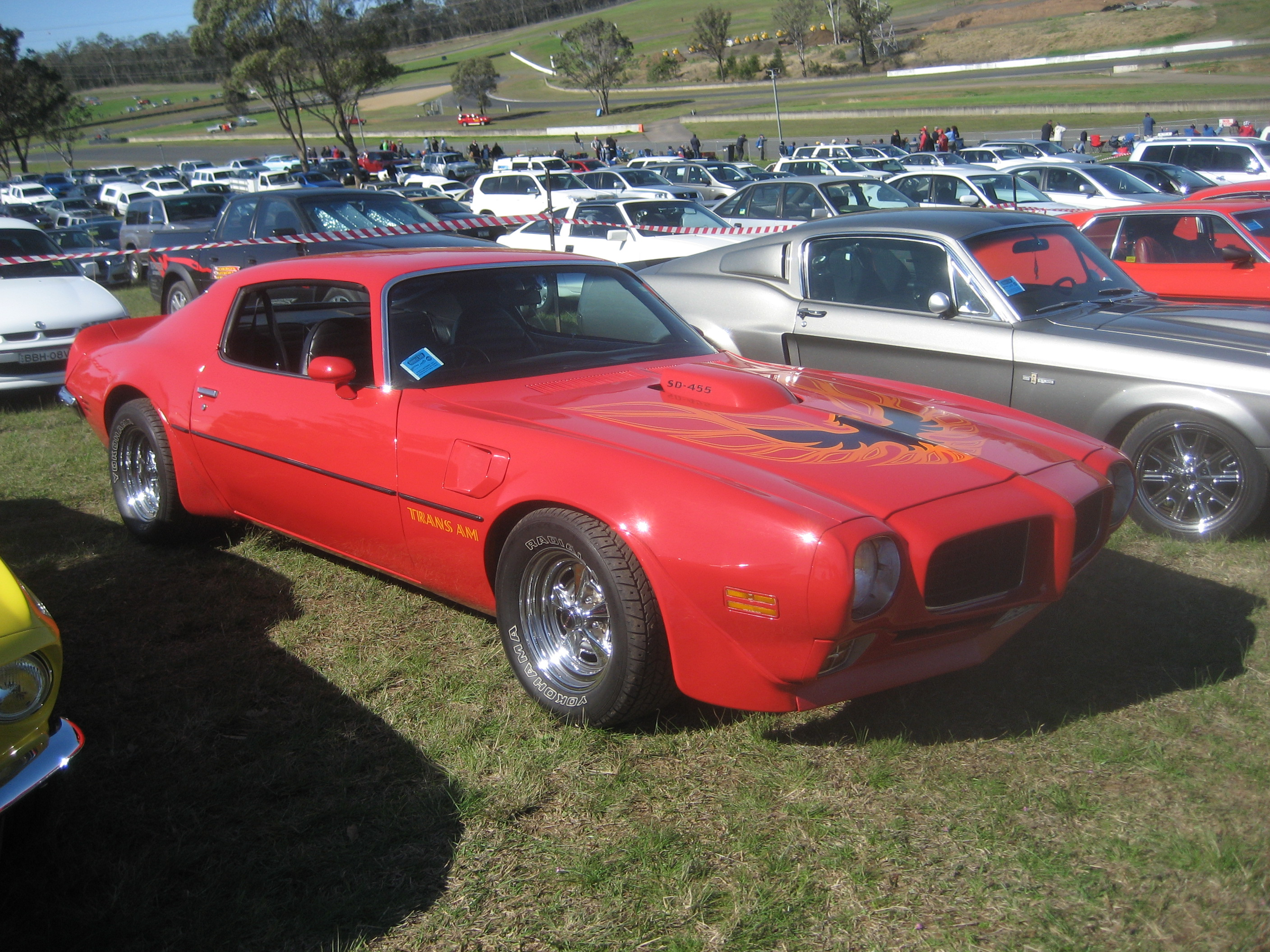
Trans Am SD-455 de 1973

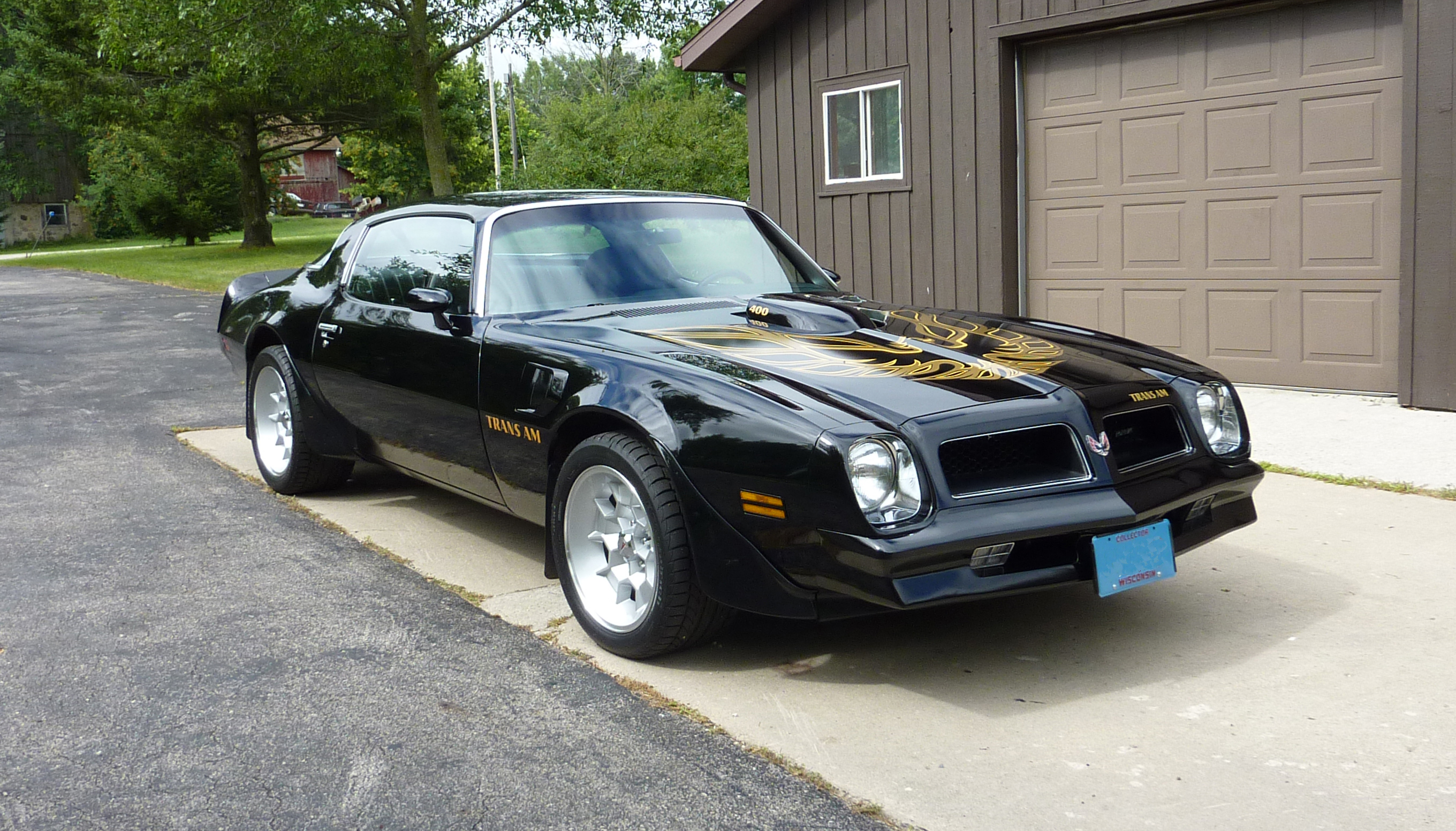
Trans Am de 1976

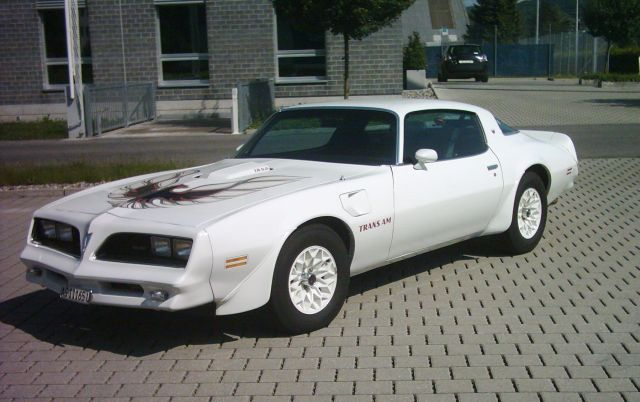
Trans Am de 1977

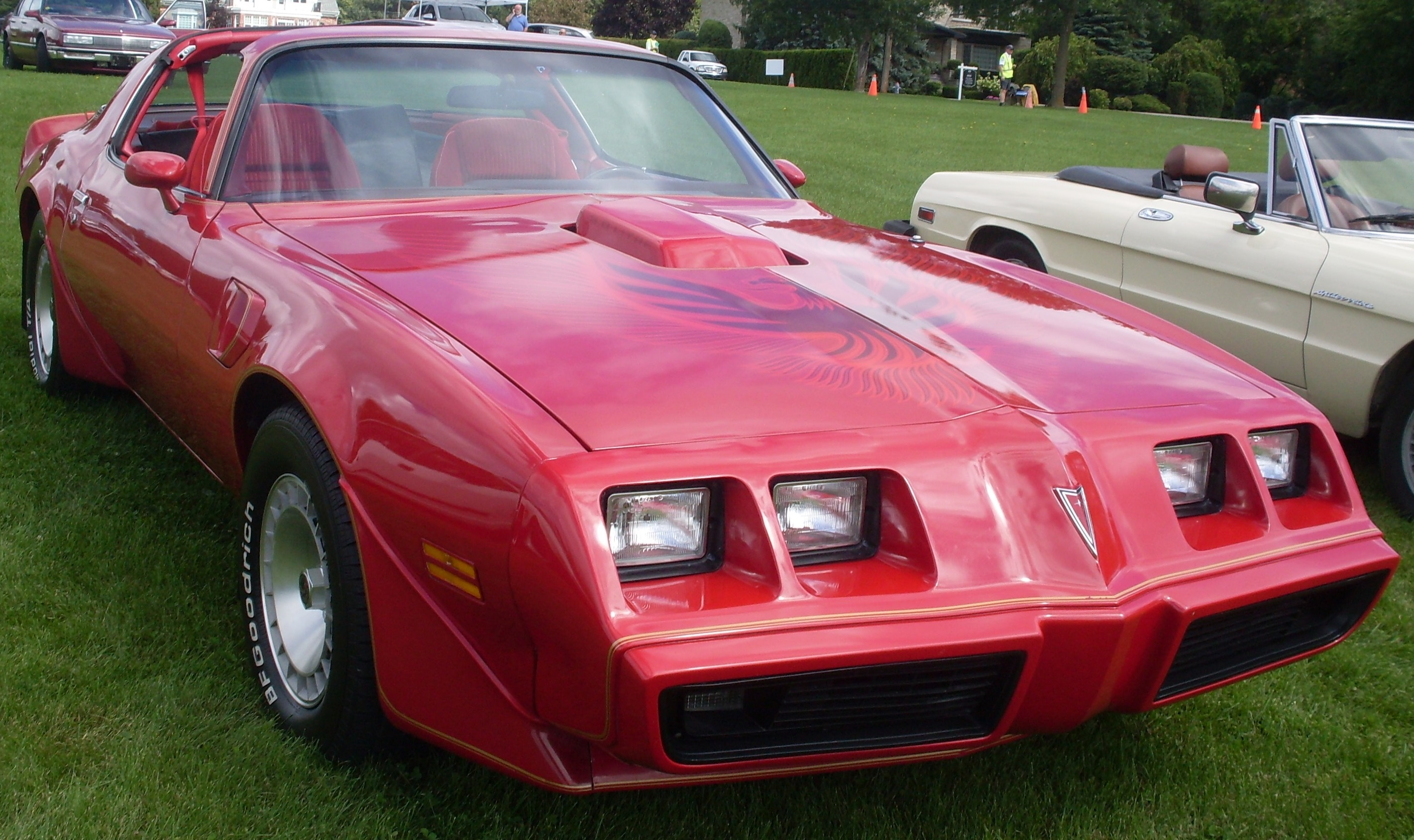
En exhibición de autos clásicos en Baie-d'Urfé, Quebec, Canadá

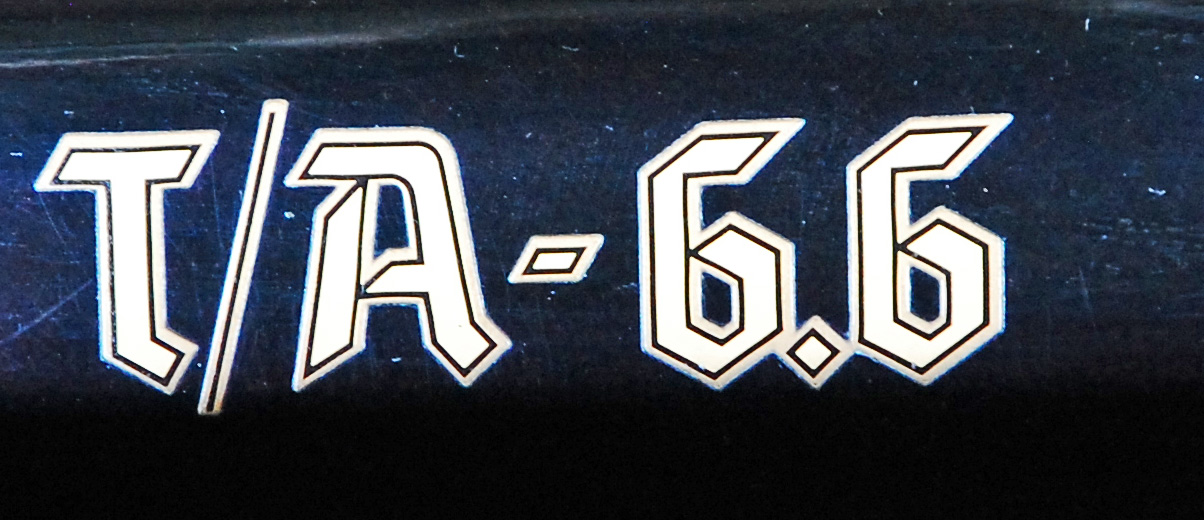
Logo del T/A 6.6

En 1970 llegó la segunda generación, que se convirtió en un vehículo más rápido, manejable y moderno que el de sus rivales de segmento. Para ello, además de aumentar el tamaño de las ruedas y eliminar la casi totalidad de las piezas cromadas, el Trans Am recibió el V8 High Output de 455 plg³ (7,5 litros), que posteriormente se sustituyó por el mítico 455 Super Duty de 290 HP (294 CV; 216 kW). Esta versión fue la que introdujo al célebre pájaro de fuego en el cofre.
Desgraciadamente para los «pony» y «muscle cars», acabó su progresión al desencadenarse la crisis del petróleo de 1973, lo que propició en Estados Unidos una psicosis por el precio del combustible y el consumo de los grandes motores de la época. Ello terminó con el concepto original de musculoso deportivo americano y los fabricantes comenzaron a buscar motores más pequeños y menos potentes que se adaptaran a las nuevas necesidades de los compradores.
El debut de la segunda generación para el modelo 1970 se retrasó hasta el 26 de febrero de 1970 debido a problemas de ingeniería y de herramientas; por lo tanto, se designó popularmente como un modelo de 1970½, mientras que los 1969 sobrantes se enumeraron en la literatura de Pontiac temprana sin una identificación del año del modelo. Esta generación solamente estaba disponible en forma de cupé, ya que después del modelo 1969, los descapotables estuvieron disponibles hasta 1989.
Para 1970, se ofrecían dos motores de 400 plg³ (6,6 litros) provenientes del GTO: el L74 Ram Air con 335 HP (340 CV; 250 kW); y el LS1 Ram Air IV con 345 HP (350 CV; 257 kW), que se transfirieron de 1969. Para los modelos 1970 y 1971, todos estaban equipados con radios tenían las antenas montadas "en vidrio" en el parabrisas.
En 1971 el V8 Pontiac de 455 plg³ (7,5 litros) estuvo disponible por primera vez en la segunda generación: en la versión L75 producía 325 HP (330 CV; 242 kW); y la versión LS5 con 335 HP (340 CV; 250 kW) HO, que era la estándar y única opción de motor para el Trans Am, el cual también incluía Ram Air IV.
Durante una huelga de 1972, tanto el Firebird como el Camaro de plataforma F similar casi se dejan de producir. Una vez más, el 455HO fue el único motor disponible para el Trans Am. A partir de 1972 y hasta 1977, el Firebird solamente se producía en las instalaciones de Norwood, Ohio.
Los coches de producción normales alcanzaban el 1/4 de milla (402 m) en el rango alto de 14 a 15 segundos a 98 mph (158 km/h), según fuentes de la revista Motor Trend en julio de 1973 y American Supercar de Roger Huntington, cuyos resultados son consistentes al tratarse de un coche de 3850 libras (1746 kg) (más conductor), equipado con un carburador Rochester Quadrajet de cuatro gargantas con una potencia máxima de 290 HP (294 CV; 216 kW) a las 4000 rpm y un par máximo de 395 lb·pie (536 N·m) a las 3600 rpm.
El SD-455 producía una potencia nominal original de 310 HP (314 CV; 231 kW) SAE netos, aunque se basó en los motores de "preproducción" que no cumplían con las emisiones. La literatura de producción del modelo 1974 enumeró las especificaciones del motor de producción en 290 HP (294 CV; 216 kW) SAE netos. En 1973 y 1974, esta versión especial era llamada Super Duty 455 (SD-455), que consistía en un bloque de cilindros reforzado que incluía cojinetes principales de cuatro pernos y material agregado en varios lugares para mejorar la resistencia. Tenía una relación de compresión de 10,25:1, un árbol de levas con sincronización de válvulas 041, un flujo de carburador ligeramente más rico y toleraría tanto el avance de vacío como el motor, aunque resultó ser imposible debido a las regulaciones de emisiones de la época, según una prueba en junio de 1974 de un SD-455 Trans Am de propiedad privada recién entregado. Se ofreció el modelo 455 hasta 1976, pero el motor no podía cumplir con las estrictas restricciones sobre las emisiones. Se produjeron un total de 7100 con la opción 455.
Para el modelo 1974, los pesos en vacío aumentaron drásticamente debido a la instalación de parachoques telescópicos de 5 mph (8 km/h) y varias otras mejoras estructurales relacionadas con choques y seguridad. El SD455 Trans Am pesaba 3850 libras (1746 kg) en su primer año de producción. Los autos en el programa fueron identificados como modelos Esprit de nivel inferior, pero eran fórmulas con el cofre de doble toma reemplazado por uno sin primicia. Otro indicio fueron los escapes gemelos y las barras estabilizadoras traseras que no se utilizaron en Esprit.
Los modelos 1975 presentaban una nueva ventana trasera envolvente con una línea de techo revisada y las señales de giro se movieron hacia arriba desde el panel de cenefa hasta las parrillas que lo distinguían del modelo del año anterior. El Super Duty 455, las transmisiones Muncie de cuatro velocidades y la automática Turbo Hydramatic 400 ya no estaban disponibles en 1975. Debido al uso de convertidores catalíticos a partir de 1975, el THM 400 no encajaría debajo del vehículo, entonces la caja automática Turbo Hydramatic 350 más pequeña se consideró suficiente. El 400 era estándar en el Trans Am y el 455 era opcional para los modelos 1975 y 1976.
Pontiac celebró su 50 aniversario en 1976 y para conmemorar dicho evento, se dio a conocer una opción especial Trans Am en el Salón del automóvil de Chicago de 1976. Estaba pintado en negro con detalles en oro, el cual fue el primer paquete Trans Am "aniversario" y la primera edición especial de producción en negro y oro. Un T-top desmontable desarrollado por Hurst era opcional. Este fue el último año con el V8 455.
En 1977 se produjo un ligero rediseño con el frente inclinado. Las versiones construidas a principios de ese año se suministraron con una pala descentrada. Otro cambio fue que las primeras versiones W72 venían con el filtro de aire estándar de 180 HP (182 CV; 134 kW). Los bloques equipados con T/A 6.6 tenían tapas de válvulas cromadas, mientras que los base 400 tenían tapas de válvulas pintadas. Además, en California y otros lugares de gran altitud recibieron la opción Oldsmobile 403, que ofrecía una relación de compresión ligeramente más alta y una banda de par más utilizable que los bloques Pontiac de 1977. De 1977 a 1981, el Firebird usó cuatro faros cuadrados, mientras que el Camaro continuó conservando los dos faros redondos que habían sido compartidos por ambos diseños de segunda generación.
Los cambios para 1978 fueron leves, con un cambio de una rejilla de panal a una rejilla con patrón de sombreado cruzado, siendo el más notable desde el exterior. A partir de ese año, el se presentó un nuevo vehículo de edición especial. La versión Firebird Formula LT Sport Edition presentaba un tren motriz V8 Chevy de 305 plg³ (5 litros) de compresión aumentada al 10%, que producía 155 HP (157 CV; 116 kW), combinado con una transmisión manual T-10 BW de cuatro velocidades en la consola central del piso y acoplada a un diferencial de deslizamiento limitado de última generación. También se mejoró y revisó la relación de compresión en el de 400 plg³ (6,6 litros) mediante la instalación de diferentes culatas con cámaras de combustión más pequeñas, ya que los bloques Pontiac 400 de 1977 también tenían las cabezas atornilladas, las cuales se conocían como 6x-4 y se tomaron del Pontiac 350.
Para 1979 fue rediseñada la parte delantera y también marcó el décimo aniversario del Trans Am. Para celebrarlo, se ofrecía un paquete de edición limitada con pintura platino con acentos superior gris carbón y camisetas con espejos, además de un interior especial con asientos de cuero plateado con emblemas Firebird bordados a la medida e iluminación roja para los indicadores inspirada en los aviones. También presentaban calcomanías especiales del décimo aniversario, incluida una en el cofre que se extendía fuera de este y en la salpicadera delantera. Se produjeron 7500 unidades del décimo aniversario, de los cuales 1817 estaban equipados con el motor Pontiac T/A W72 de 400 plg³ (6,6 litros) de alto rendimiento, el último de la línea V8 Pontiac, acoplado a una transmisión manual Borg Warner Super T de cuatro velocidades.
En 1980, las restricciones de emisiones eran cada vez mayores y llevaron a abandonar todos sus motores de gran cilindrada. El de 301 plg³ (4,9 litros) ofrecido en 1979 como opción, era el estándar, que incluían un turbocompresor o un bloque pequeño Chevrolet de 305 plg³ (5 litros). El 301 turboalimentado usaba un turbo Garrett TB305, forzando aire a través de un carburador Rochester Quadrajet de cuatro gargantas, que era demasiado anticuado para aprovechar al máximo el aire forzado del turbo.
En 1981 se produjo el último Firebird de segunda generación, con los Trans Am todavía usando los mismos bloques que tenía en del modelo anterior, cuyo único cambio fue la adición de un nuevo sistema de carburación electrónica. Norwood usó pintura a base de laca, con una "L" en la etiqueta del cofre para identificarlos, mientras que Van Nuys usó pintura a base de agua, con una "W" en la etiqueta del cofre también para identificarlos, debido a las estrictas regulaciones de contaminación de California. La pintura a base de agua a menudo fallaba y se diluía durante el período de garantía, por lo que, posteriormente, los automóviles tenían que ser repintados.

### The Bandit

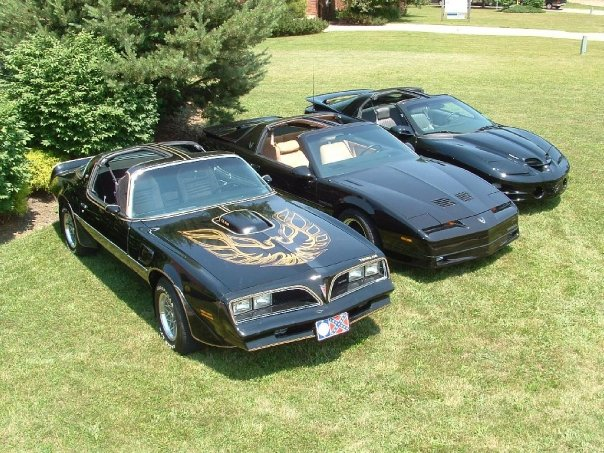
Segunda, tercera y cuarta generaciones del Firebird

Durante 33 años de vida, el Firebird mantuvo una producción tan irregular como apasionante y 1977 significó la llegada del que, posiblemente, fue el último muscle car de la marca con el más genuino sabor americano. Apareció en ese año con un nuevo diseño del frontal, con líneas más suaves que las de su antecesor, aunque con un matiz más agresivo. Pudo haber sido un vehículo más dentro de la gama alta de Pontiac.
La película Smokey and the Bandit (“Los caraduras” en España), convirtió al coche en objeto de culto. Se utilizaron cuatro Trans Am color negro, cada uno preparado de forma distinta según la demanda de los especialistas, pero no de la serie fabricada en 1977. Por ello, las unidades fueron modificadas para ser iguales a las que saldrían al mercado en ese año, montando el nuevo frontal que se denominó "Batman" y añadiendo los conocidos rines Snowflake, que se hicieron imprescindibles en el modelo. El pájaro de fuego sobre el cofre ponía la inconfundible rúbrica a los 15 667 S/E que serían fabricados en 1977, aunque el resto del equipamiento era muy similar a la Limited Edition de 1976, incluidas las especificaciones en cuanto a emisiones se refería.
Los motores eran dos V8 big block: El más común, uno de 400 plg³ (6,6 litros) de 200 HP (203 CV; 149 kW), que era el estándar en 49 estados norteamericanos; y otro Oldsmobile de 403 plg³ (6,6 litros) de 185 HP (188 CV; 138 kW), montado solamente en California o en los condados situados a gran altitud. Únicamente en estos T/A californianos era opcional el primer motor.
Tras el éxito de la película, los Black and Gold Special Edition Trans Am pronto fueron conocidos como los Bandit Trans Am. Las opciones Bandit estaban disponibles sin T-top y con techo practicable. En ambos casos, los adhesivos dorados estaban incluidos en el precio, así como los detalles también en color dorado, que aparecían en el volante y en la cubierta del panel de instrumentos.

### Producción
| Años  | Totales   |
| ----- | --------- |
| 1970  | 48 739    |
| 1971  | 53 125    |
| 1972  | 29 951    |
| 1973  | 46 313    |
| 1974  | 73 729    |
| 1975  | 84 063    |
| 1976  | 110 775   |
| 1977  | 155 735   |
| 1978  | 187 294   |
| 1979  | 211 453   |
| 1980  | 107 340   |
| 1981  | 70 899    |
| Total | 1 179 416 |

### Especificaciones

#### Motorizaciones
| Variantes                             | Tipo de motor | Aspiración | Cilindrada                         | Diámetro x carrera                 | Relación de compresión | Potencia máxima                    | Par máximo                      |
| ------------------------------------- | ------------- | ---------- | ---------------------------------- | ---------------------------------- | ---------------------- | ---------------------------------- | ------------------------------- |
| 3.8 automatic                         | V6            | Natural    | 231 plg³ (3,8 L)                   | 3,8 x 3,4 plg (96,5 x 86,4 mm)     | 8,0:1                  | 115 HP (117 CV; 86 kW) @ 3800 rpm  | 190 lb·pie (258 N·m) @ 2000 rpm |
| 250-1 Six                             | 6 en línea    | Natural    | 250 plg³ (4,1 L)                   | 3,88 x 3,53 plg (98,6 x 89,7 mm)   | 8,25:1                 | 100 HP (101 CV; 75 kW) @ 3600 rpm  | 175 lb·pie (237 N·m) @ 1600 rpm |
| 250 6 automatic                       | 6 en línea    | Natural    | 250 plg³ (4,1 L)                   | 3,88 x 3,53 plg (98,6 x 89,7 mm)   | 8,5:1                  | 155 HP (157 CV; 116 kW) @ 4200 rpm | 235 lb·pie (319 N·m) @ 1600 rpm |
| Esprit automatic                      | V8            | Natural    | 265 plg³ (4,3 L)                   | 3,75 x 3 plg (95,3 x 76,2 mm)      | 8,3:1                  | 120 HP (122 CV; 89 kW) @ 3600 rpm  | 210 lb·pie (285 N·m) @ 1600 rpm |
| Formula 4.9 W72                       | V8            | Natural    | 301 plg³ (4,9 L)                   | 4 x 3 plg (101,6 x 76,2 mm)        | 8,1:1                  | 170 HP (172 CV; 127 kW) @ 4400 rpm | 230 lb·pie (312 N·m) @ 2400 rpm |
| Formula Turbo 4.9                     | V8            | Turbo      | 301 plg³ (4,9 L)                   | 4 x 3 plg (101,6 x 76,2 mm)        | 7,6:1                  | 210 HP (213 CV; 157 kW) @ 4000 rpm | 345 lb·pie (468 N·m) @ 2000 rpm |
| Formula 5.0                           | V8            | Natural    | 305 plg³ (5 L)                     | 3,74 x 3,48 plg (95,0 x 88,4 mm)   | 8,4:1                  | 150 HP (152 CV; 112 kW) @ 3800 rpm | 230 lb·pie (312 N·m) @ 2400 rpm |
| Formula 5.7 (Chevrolet)               | V8            | Natural    | Chevrolet 350 plg³ (5,7 L)         | 4 x 3,48 plg (101,6 x 88,4 mm)     | 8,2:1                  | 170 HP (172 CV; 127 kW) @ 3800 rpm | 270 lb·pie (366 N·m) @ 2400 rpm |
| Formula 5.7 (Oldsmobile)              | V8            | Natural    | Oldsmobile Rocket 350 plg³ (5,7 L) | 4,06 x 3,39 plg (103,1 x 86,1 mm)  | 8,0:1                  | 170 HP (172 CV; 127 kW) @ 3800 rpm | 275 lb·pie (373 N·m) @ 2000 rpm |
| Esprit 350                            | V8            | Natural    | 354 plg³ (5,8 L)                   | 3,88 x 3,75 plg (98,6 x 95,3 mm)   | 8,8:1                  | 255 HP (259 CV; 190 kW) @ 4600 rpm | 355 lb·pie (481 N·m) @ 2800 rpm |
| Esprit 400-2                          | V8            | Natural    | 400 plg³ (6,6 L)                   | 4,12 x 3,75 plg (104,6 x 95,3 mm)  | 8,0:1                  | 170 HP (172 CV; 127 kW) @ 3600 rpm | 320 lb·pie (434 N·m) @ 2000 rpm |
| Trans Am 4-speed                      | V8            | Natural    | 400 plg³ (6,6 L)                   | 4,12 x 3,75 plg (104,6 x 95,3 mm)  | 7,6:1                  | 185 HP (188 CV; 138 kW) @ 3600 rpm | 315 lb·pie (427 N·m) @ 2000 rpm |
| Trans Am T/A 6.6                      | V8            | Natural    | 400 plg³ (6,6 L)                   | 4,12 x 3,75 plg (104,6 x 95,3 mm)  | 8,0:1                  | 200 HP (203 CV; 149 kW) @ 4000 rpm | 325 lb·pie (441 N·m) @ 2400 rpm |
| Trans Am Fire Am T/A 6.6              | V8            | Natural    | 400 plg³ (6,6 L)                   | 4,12 x 3,75 plg (104,6 x 95,3 mm)  | 8,1:1                  | 220 HP (223 CV; 164 kW) @ 4000 rpm | 320 lb·pie (434 N·m) @ 2800 rpm |
| Formula 400 4-speed close ratio       | V8            | Natural    | 400 plg³ (6,6 L)                   | 4,12 x 3,75 plg (104,6 x 95,3 mm)  | 8,0:1                  | 230 HP (233 CV; 172 kW) @ 4400 rpm | 325 lb·pie (441 N·m) @ 3200 rpm |
| Formula 400 4-speed                   | V8            | Natural    | 400 plg³ (6,6 L)                   | 4,12 x 3,75 plg (104,6 x 95,3 mm)  | 8,2:1                  | 250 HP (253 CV; 186 kW) @ 4400 rpm | 325 lb·pie (441 N·m) @ 3200 rpm |
| Esprit 400 Turbo Hydra-Matic          | V8            | Natural    | 400 plg³ (6,6 L)                   | 4,12 x 3,75 plg (104,6 x 95,3 mm)  | 8,8:1                  | 265 HP (269 CV; 198 kW) @ 4600 rpm | 397 lb·pie (538 N·m) @ 2400 rpm |
| Formula 400                           | V8            | Natural    | 400 plg³ (6,6 L)                   | 4,12 x 3,75 plg (104,6 x 95,3 mm)  | 10,25:1                | 330 HP (335 CV; 246 kW) @ 4800 rpm | 430 lb·pie (583 N·m) @ 3000 rpm |
| Trans Am                              | V8            | Natural    | 400 plg³ (6,6 L)                   | 4,12 x 3,75 plg (104,6 x 95,3 mm)  | 10,5:1                 | 345 HP (350 CV; 257 kW) @ 5000 rpm | 430 lb·pie (583 N·m) @ 3400 rpm |
| Trans Am 6.6 Turbo Hydra-Matic        | V8            | Natural    | 403 plg³ (6,6 L)                   | 4,35 x 3,39 plg (110,5 x 86,1 mm)  | 8,0:1                  | 185 HP (188 CV; 138 kW) @ 3600 rpm | 320 lb·pie (434 N·m) @ 2200 rpm |
| Trans Am 455 V8 4-speed               | V8            | Natural    | 455 plg³ (7,5 L)                   | 4,15 x 4,21 plg (105,4 x 106,9 mm) | 7,6:1                  | 200 HP (203 CV; 149 kW) @ 3500 rpm | 330 lb·pie (447 N·m) @ 2000 rpm |
| Trans Am 455-4 V8 4-speed close ratio | V8            | Natural    | 455 plg³ (7,5 L)                   | 4,15 x 4,21 plg (105,4 x 106,9 mm) | 8,0:1                  | 250 HP (253 CV; 186 kW) @ 4000 rpm | 370 lb·pie (502 N·m) @ 2800 rpm |
| Trans Am SD-455 4-speed               | V8            | Natural    | 455 plg³ (7,5 L)                   | 4,15 x 4,21 plg (105,4 x 106,9 mm) | 8,4:1                  | 290 HP (294 CV; 216 kW) @ 4000 rpm | 395 lb·pie (536 N·m) @ 3200 rpm |
| Trans Am 4-speed close ratio          | V8            | Natural    | 455 plg³ (7,5 L)                   | 4,15 x 4,21 plg (105,4 x 106,9 mm) | 8,4:1                  | 300 HP (304 CV; 224 kW) @ 4000 rpm | 415 lb·pie (563 N·m) @ 3200 rpm |
| Trans Am SD-455 4-speed               | V8            | Natural    | 455 plg³ (7,5 L)                   | 4,15 x 4,21 plg (105,4 x 106,9 mm) | 8,4:1                  | 310 HP (314 CV; 231 kW) @ 4000 rpm | 390 lb·pie (529 N·m) @ 3600 rpm |
| Trans Am 455 4-speed close ratio      | V8            | Natural    | 455 plg³ (7,5 L)                   | 4,15 x 4,21 plg (105,4 x 106,9 mm) | 8,4:1                  | 335 HP (340 CV; 250 kW) @ 4800 rpm | 480 lb·pie (651 N·m) @ 3600 rpm |

#### Relaciones de las transmisiones
| Tipo                                | 1.ª   | 2.ª  | 3.ª  | 4.ª  | Reversa | Final |
| ----------------------------------- | ----- | ---- | ---- | ---- | ------- | ----- |
| Manual                              | 2,42  | 1,58 | 1    |      | 2,41    | 3,55  |
| Manual Saginaw Muncie               | 2,85  | 1,68 | 1    | 2,95 | 3,08    |       |
| Manual Muncie M20 wide ratio        | 2,52  | 1,88 | 1,46 | 1    | 2,59    | 3,42  |
| Manual Muncie M22 close ratio       | 2,2   | 1,64 | 1,28 | 1    | 2,27    | 3,42  |
| Automática                          | 1,765 | 1    |      |      | 1,765   | 2,73  |
| Automática Turbo Hydramatic THM-350 | 2,52  | 1,52 | 1    | 1,93 | 2,56    |       |
| Automática Turbo Hydramatic THM-400 | 2,48  | 1,48 | 1    | 2,08 | 2,73    |       |

## Tercera generación (1982-1992)

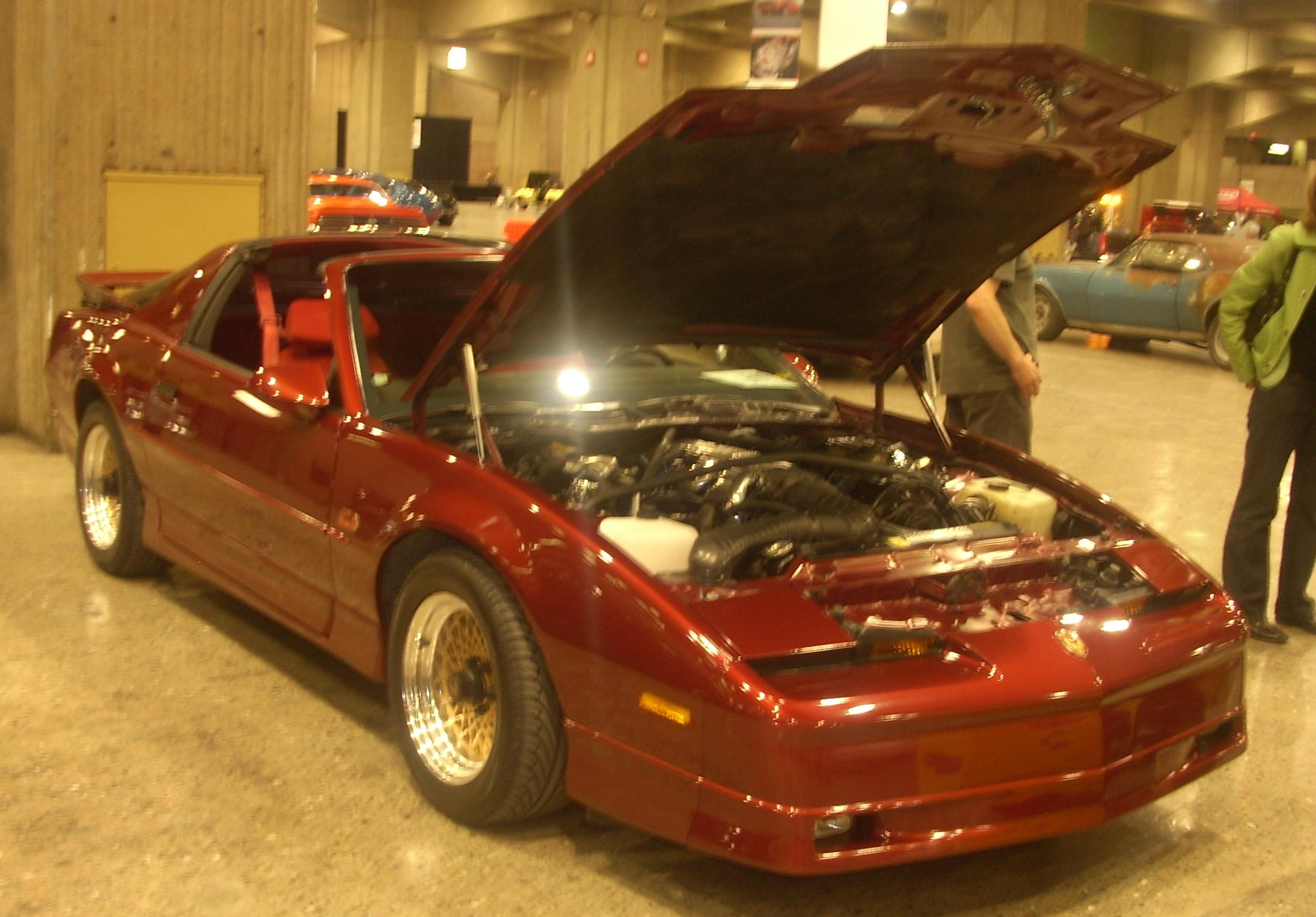
Trans Am de 1987

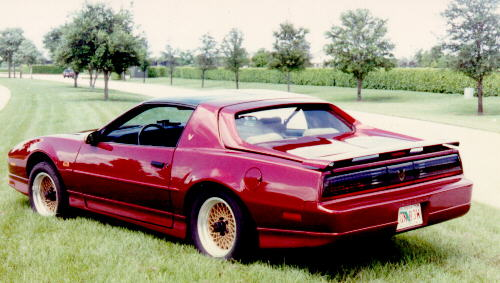
GTA de 1988 con "Notchback" opcional

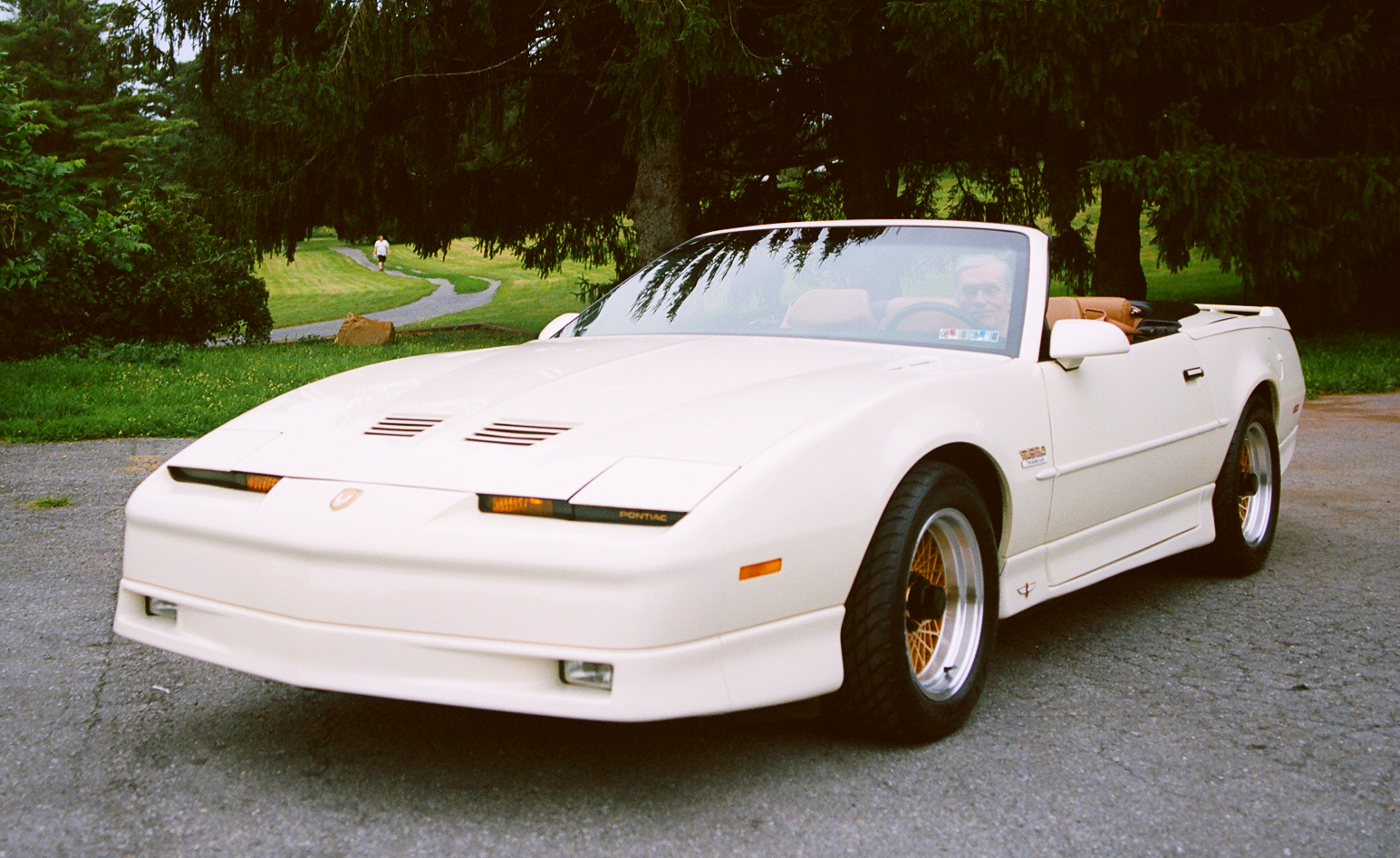
Trans Am 20 aniversario descapotable de 1989

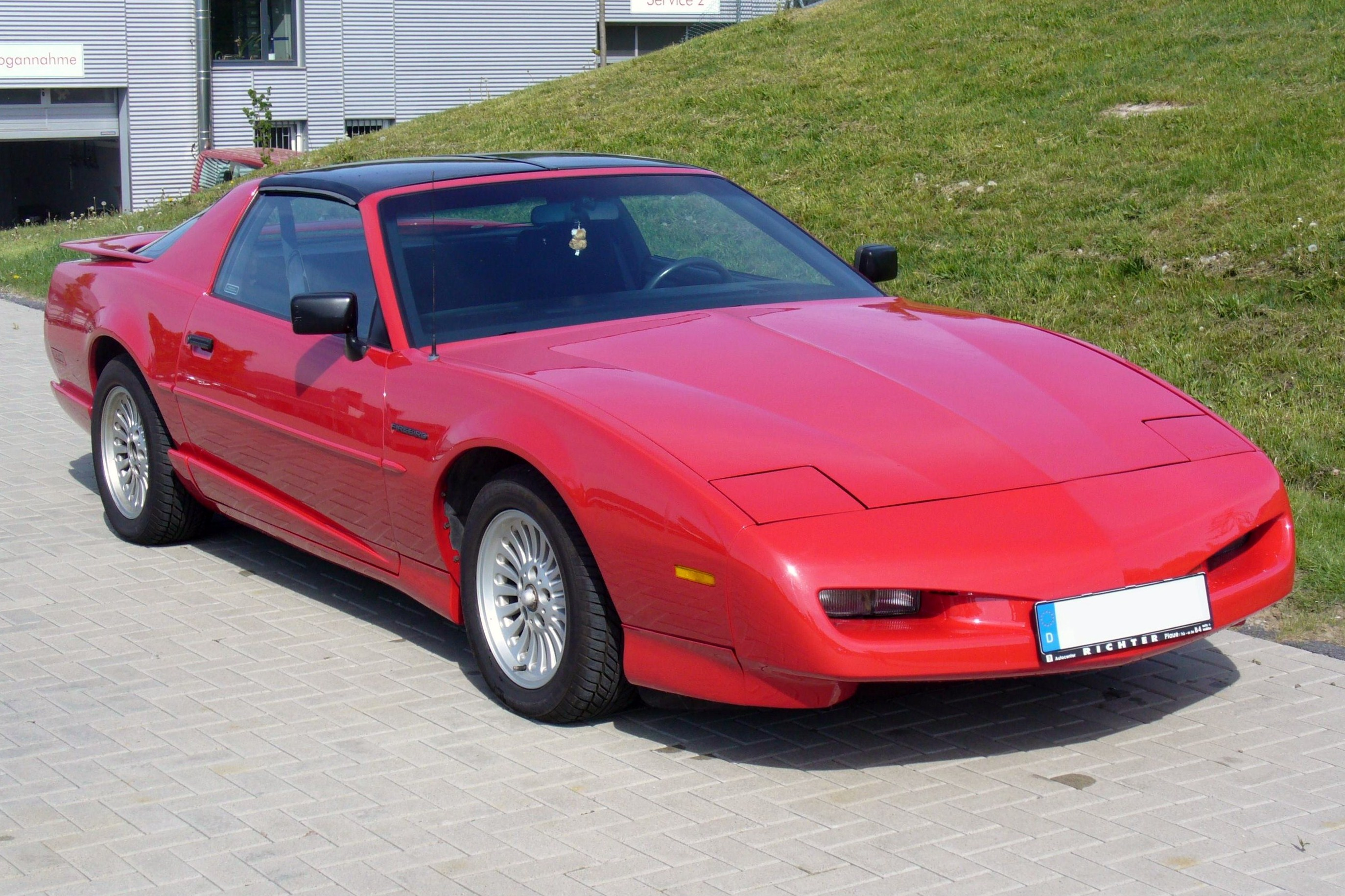
Firebird de 1991 con faros escamoteables delanteros

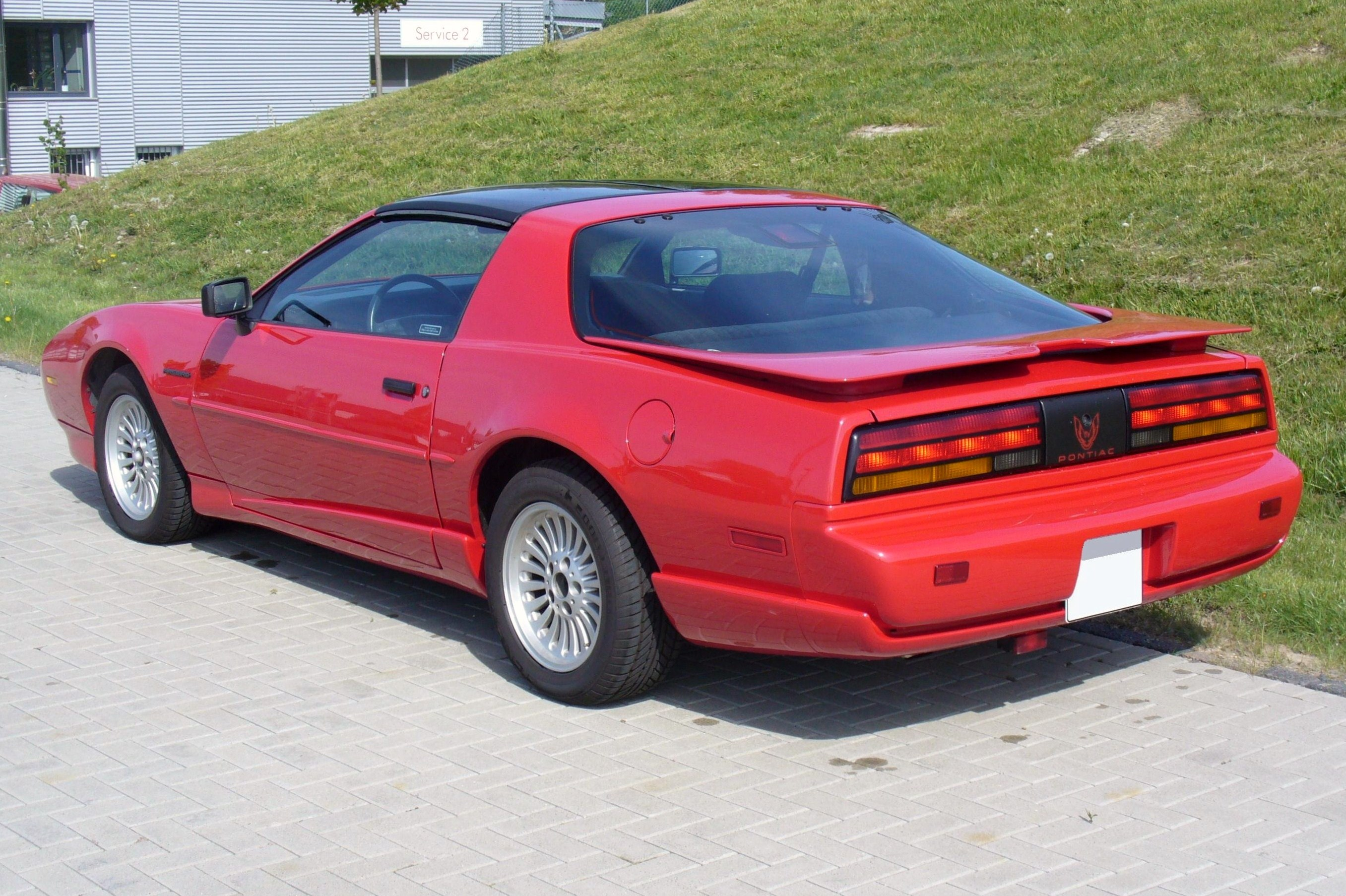
Vista trasera 3/4

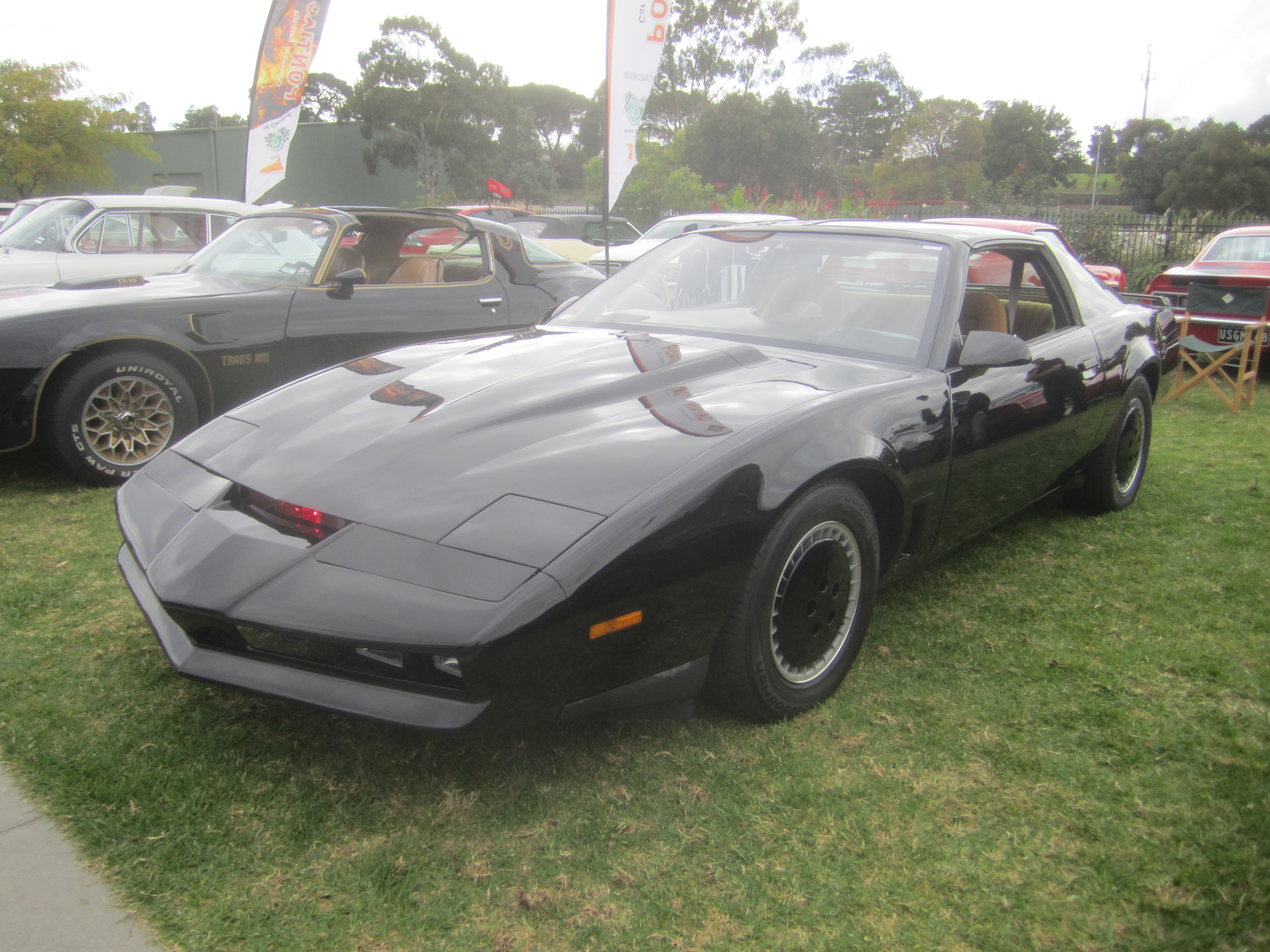
Trans Am de 1982 "KITT"

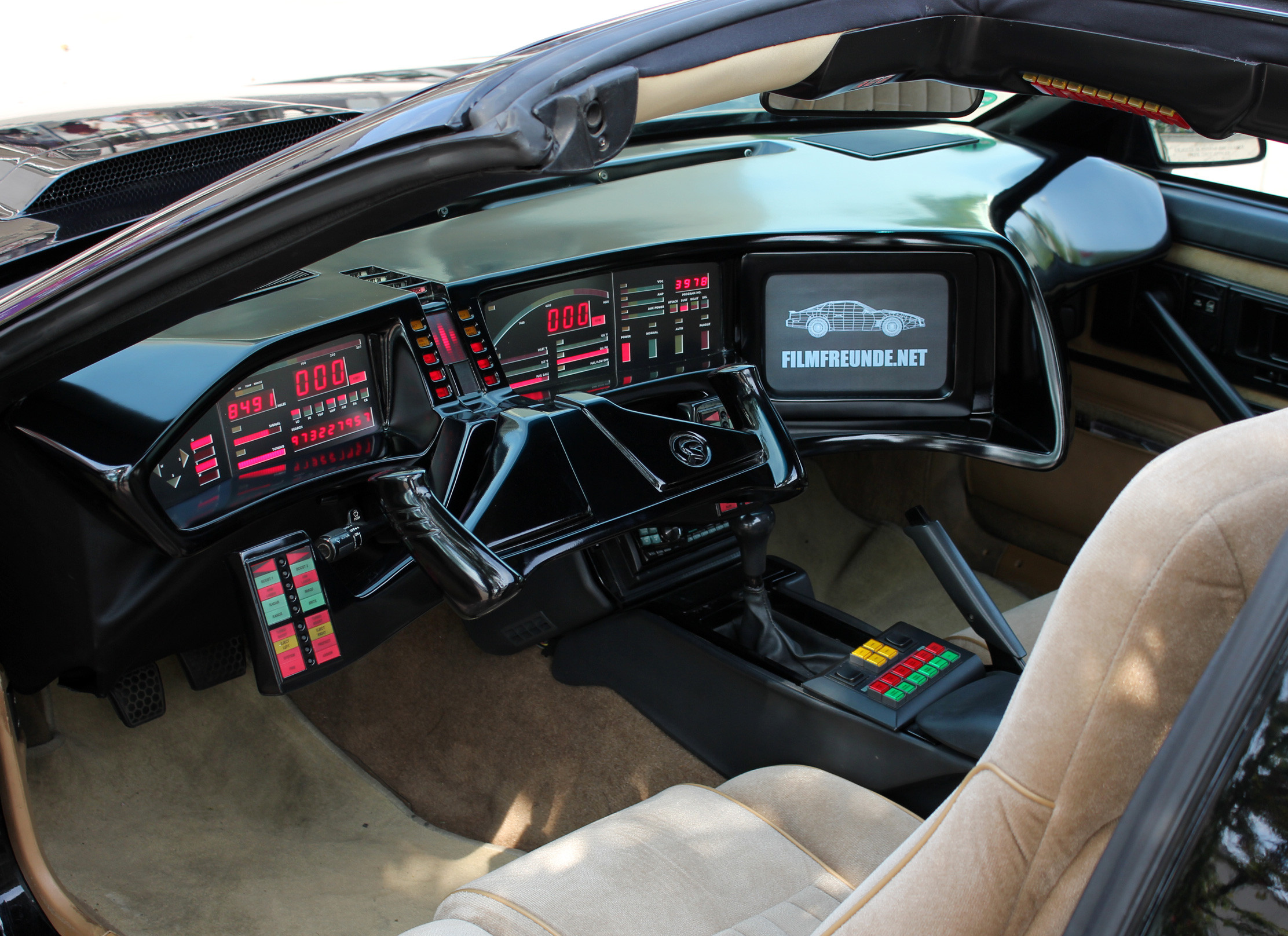
Interior de una réplica de KITT

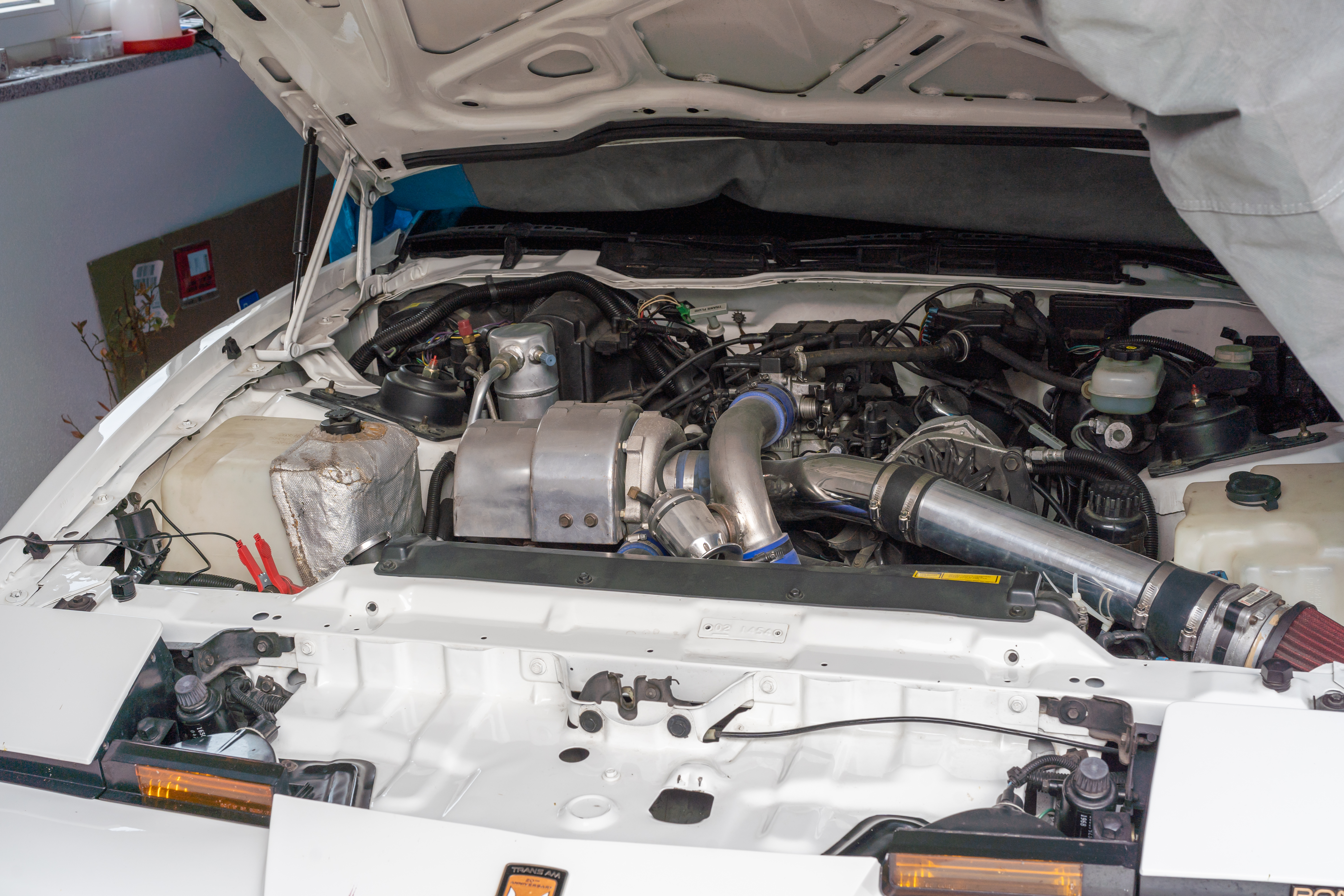
Motor de un Turbo Trans Am de 1989

En 1984, los compradores querían un coche nuevo de altas prestaciones más distintivo y raro que Estados Unidos tenía que ofrecer, por lo que no tenían que mirar más allá del Trans Am 15.ª edición de aniversario modelo 1984. Con solamente 1500 producidos y un esquema único color exterior, estaba destinado a ser un auto de colección. La conducción de un Trans Am 15 aniversario en ese entonces, servía para que todos supieran que se era parte de un club especial. Era el más caro y exclusivo en 1984. A pesar del Trans Am de 1969, 1973-74 Trans Am Super Duty 455 y todos los demás producidos previamente, en 1984 no había otro Trans Am que costara más, así que para un fanático este era el deportivo a poseer.
Con una baja producción haciendo estos coches tan escasos, muchos compradores pagaron más de precio de etiqueta para conseguir sus manos uno de estos y para el Trans Am 15 aniversario esto también era el caso. El Trans Am de 1984, fue el mejor año de ventas para la tercera generación de 1982-1992.
Estos fueron buenos momentos en la compañía, ya que su equipo de mercadotecnia estaba utilizando el lema de ventas "We Build Excitement", para atraer así a los compradores en sus concesionarios, habiendo muchos modelos deportivos y de rendimiento diferentes orientados a los clientes con diversos gustos. La tercera generación Trans Am había sido un gran éxito cuando fue lanzado en 1982, e incluso antes de 1984, todavía estaba lo suficientemente nuevo como para mantener a los compradores. A partir de 1984, en el Trans Am había un paquete de alerón que consistía en una toma de aire delantera inferior de la carrocería, faldones laterales y las placas frontales para cubrir las aberturas de la parrilla individuales. Todos estos elementos fueron vistos por primera vez en el Trans Am Edición Daytona Pace Car de 1983.
El 15 aniversario tenía los faldones laterales, presa de aire y las placas de rejilla, con todas estas piezas pintadas de blanco para que coincidiera con el color exterior, que era el único disponible para esta edición especial y una visión de la nueva moda. Visto el exterior pintado de un único color, incluía la mayoría o todos los artículos en buenas condiciones exteriores. En el caso del 15 aniversario, incluso las luces traseras ahumadas de salida se describen en blanco, a diferencia de la norma Trans Am, junto con los espejos laterales y el alerón trasero, ya que ambos estaban pintados de negro en el Trans Am estándar. Sin embargo, esto era más que una edición especial en blanco del Trans Am, ya que hizo un mayor tributo a su primer año de producción en 1969, que solamente estaba disponible con un exterior de color blanco acentuado con rayas azules. El 15 aniversario también tenía rayas azules y calcomanías, que incluían grandes calcomanías con letras azules con la leyenda "Trans Am". La mayor parte decorativa de estos, fue la gran capucha que cubría toda la toma de aire que incluía, ya que es la atracción principal de una versión moderna del Trans Am.
Un conjunto de rines de aluminio de 16 x 8 pulgadas (40,6 x 20,3 cm) en blanco deportivo, eran estándar con el paquete del 15 aniversario. No solamente estas ruedas le daban un aspecto deportivo, sino que también ayudaron al manejo al ser acompañado por neumáticos de alto rendimiento Goodyear Gatorback P245-50VR16 pulgadas (40,6 cm), los cuales estaban a velocidad "VR" nominal, lo que significaba que contaban con seguridad capaz de conducir durante largos períodos y a velocidades de más de 130 mph (209 km/h). Ningún otro Trans Am de 1984 podría estar equipado con neumáticos de VR nominal. El 15 aniversario fue también el único 1984 Trans Am que se podía pedir con asientos Recaro y rines regulares 15 x 7 pulgadas (38,1 x 17,8 cm) con neumáticos Goodyear Eagle GT mucho más estrechos de medidas P215-65R15 pulgadas (38,1 cm). El decimoquinto aniversario también era estándar con el paquete de manejo WS6, que junto con las ruedas de 16 pulgadas (40,6 cm) y neumáticos anchos, produjo una muy impresionante 0,87 g en la pista de derrape, según probado por la revista Motor Trend en julio de ese año. Esto hizo que fuese uno de los mejores coches en el departamento de manejo y estabilidad en el mundo. El paquete WS6 incluía frenos de disco en las cuatro rueda, que ayudaron a un frenado desde las 60 mph (97 km/h) en 130 pies (39,6 m), según las pruebas realizadas por la revista Motor Trend en julio de 1984. El motor estándar del 15 aniversario era el V8 "High-Output" (HO) L69 de 305 plg³ (5 litros), que producía 190 HP (193 CV; 142 kW), el cual se introdujo primero en el Trans Am como una opción a finales del modelo 1983 y que producía 40 HP (29,8 kW) más que el LG4 5.0, que era el motor de base en el Trans Am de 1984. El L69 del 15 aniversario produjo 15 HP (11,2 kW) más potencia que el V8 de 5,0 litros más potente en el Mustang GT de 1984. El L69 también era una opción en el Chevrolet Camaro Z28 de 1984 y el Chevrolet Monte Carlo SS de 1984, con un déficit de 10 HP (7,5 kW). Estas unidades con el L69, fueron algunos de los coches de alto rendimiento hechas en Estados Unidos más rápidos con un asiento trasero en 1984. La aceleración de 0 a 60 mph (97 km/h) le tomaba 7,02 segundos y el 1/4 de milla (402 m) en un tiempo de 15,44 segundos a 91,5 mph (147 km/h) con la transmisión manual de cinco velocidades, según una prueba de Motor Trend en julio de 1984. De hecho, antes del L69, no habían podido obtener los 15 segundos en el 1/4 de milla (402 m) con un Trans Am desde los años 1970. Para obtener esos tiempos tan rápidos de rendimiento era ayudado en gran medida por un diferencial de deslizamiento limitado 3,73 estándar, ya que no tenía tales engranajes de dientes traseros extremadamente bajos desde la era del muscle car original.
Podía parecer poco con 190 HP (193 CV; 142 kW) netos para los estándares de la era del muscle car original, aunque hoy en día muchos olvidan que las cifras de potencia se midieron en las clasificaciones "brutas" frente a las clasificaciones "netas" más estrictas en los coches modernos. Esto significa que el L69 estaba clasificado en potencia bruta y habría producido al menos 240 HP (243 CV; 179 kW), que era una cifra respetable durante la década de 1960, especialmente a partir de un V8 de bloque pequeño. El L69 fue cargado con modernos dispositivos de control de la contaminación, incluyendo un convertidor catalítico restrictivo que robó potencia, mismos que eran los elementos de los coches era del coche del músculo originales no tenían. Y al igual que algunos de los legendarios Pontiac de la era del muscle car original, había un sistema estándar de tipo inducción de aire de espolón incluido con el Trans Am 15 aniversario. La firma en realidad no salía de su manera de hacer publicidad y la palabra "Ram Air" nunca fue utilizada. Una gran abertura en la parte superior del filtro de aire, aspirado con la toma de aire fresco completamente funcional. Esa toma de aire tenía una aleta que se hizo funcionar un solenoide, como el acelerador se acercó a la baja la solapa abierta y al innegable Rochester Quadrajet de cuatro gargantas de apertura de 750 pies cúbicos por minuto (21,2 m³/min).
El 15 aniversario venía estándar con una transmisión manual de cinco velocidades y opcional con una automática de cuatro velocidades. Ambos tenían cambios con overdrive, por lo que incluso con la ultra baja relación de eje trasero 3,73, las bajas revoluciones eran la norma a velocidades de autopista. Y con la eficiencia del L69 combinado con las bajas revoluciones del motor y un límite de velocidad de 55 mph (89 km/h) obligatorio en Estados Unidos en 1984, era posible que presentara un consumo de hasta 27 mpgAm (8,7 L/100 km; 11,5 km/L).
El sistema de escape en el 15 aniversario era un resonador doble con configuración de doble toma de corriente después de que el convertidor catalítico era obligatorio y tenía un tono agradable con profunda resonancia, que hizo notar su presencia incluso al más distante de los espectadores.
Algunos fabricantes de automóviles podrían pasar la mayor parte de su esfuerzo en el exterior y dejar el interior prácticamente intacto. No era el caso con el 15 aniversario, los cuales tenían un interior único que no podría ser confundido con cualquier otro interior de un Trans Am de 1984. Venía estándar con asientos Recaro de cuero en blanco con inserciones de tela gris, que aunque simplemente no eran atractivos, también proporcionaron un mejor soporte lateral que en cualquier otro coche de altas prestaciones durante esta época. Las leyendas "Trans Am" estaban por todas partes en los asientos delanteros y traseros y también una leyenda "Recaro" estaba en cada asiento delantero. Un color gris oscuro para estas leyendas proporcionaban un ligero contraste con los asientos de tela gris ligeramente más claros, que le dieron a este tipo de asientos un aspecto elegante en comparación con los asientos opcionales Lear Siegler del Camaro Z28 del mismo año, que tenían numerosas leyendas "Camaro" que iluminaban visualmente los asientos.
Mantener en el espíritu del esquema de color exterior el cuero en el volante, palanca de freno de emergencia y el pomo de la palanca de cambios, tanto automático y manual, eran todos de color blanco, mientras que los otros Trans Am de 1984 utilizaban cuero negro en estas áreas. Los tres bolsillos para mapas también eran de color blanco en contraposición con los negros que se encuentran en la norma Trans Am. La posición baja del asiento del conductor también fue justo con una consola central y podía llegar fácilmente a la transmisión de cambios. La función de manómetros es uno de los mejores que se podía encontrar en un coche de 1980. Los "T-top" eran también de serie con la edición de 15 aniversario y, a diferencia de un descapotable techo de lona, proporcionaban la mayor parte de los beneficios de un techo rígido, el mejor de los cuales incluían una cabina de pasajeros caliente, incluso cuando hacía frío. Al ver cómo ninguno de los muscle cars modernos tienen T-tops, hace que el atractivo de los coches como el Trans Am 15 aniversario en un día agradable, sea mucho mayor.
De hecho, el 15 aniversario Trans Am era un coche de altas prestaciones especial, tanto que “era más caro que el Chevrolet Corvette”. Irónicamente, en el mercado de coches clásicos de hoy, el Corvette de 1984 tiene un valor de reventa más bajo en la media en comparación con el Trans Am 15 aniversario de 1984, siendo actualmente uno de los más altos precios de coches de altas prestaciones de 1984 en el mercado de coches clásicos. Era un ejemplar especial que conmemoraba los quince años de uno de los mejores coches de alto rendimiento de Estados Unidos, no solamente en la decoración exterior, sino también en el excelente desempeño y manejo que ofrecía.

### Producción
| Años  | Totales |
| ----- | ------- |
| 1982  | 116 364 |
| 1983  | 74 884  |
| 1984  | 128 304 |
| 1985  | 95 880  |
| 1986  | 110 465 |
| 1987  | 88 612  |
| 1988  | 62 445  |
| 1989  | 64 409  |
| 1990  | 20 553  |
| 1991  | 51 184  |
| 1992  | 27 569  |
| Total | 840 669 |

### Especificaciones

#### Motorizaciones
| Variantes                        | Tipo de motor | Aspiración | Alimentación                             | Cilindrada       | Diámetro x carrera               | Relación de compresión | Potencia máxima                    | Par máximo                      |
| -------------------------------- | ------------- | ---------- | ---------------------------------------- | ---------------- | -------------------------------- | ---------------------- | ---------------------------------- | ------------------------------- |
| 2.5 5-speed                      | 4 en línea    | Natural    | Inyección electrónica                    | 151 plg³ (2,5 L) | 4 x 3 plg (101,6 x 76,2 mm)      | 9,0:1                  | 88 HP (89 CV; 66 kW) @ 4400 rpm    | 132 lb·pie (179 N·m) @ 2800 rpm |
| S/E 2.5 automatic                | 4 en línea    | Natural    | Inyección electrónica central            | 151 plg³ (2,5 L) | 4 x 3 plg (101,6 x 76,2 mm)      | 8,2:1                  | 90 HP (91 CV; 67 kW) @ 4000 rpm    | 132 lb·pie (179 N·m) @ 2800 rpm |
| S/E 2.5 5-speed                  | 4 en línea    | Natural    | Inyección en el cuerpo del acelerador    | 151 plg³ (2,5 L) | 4 x 3 plg (101,6 x 76,2 mm)      | 8,2:1                  | 92 HP (93 CV; 69 kW) @ 4000 rpm    | 134 lb·pie (182 N·m) @ 2800 rpm |
| S/E 2.8 V6                       | V6            | Natural    | Carburador de 2 gargantas Rochester      | 173 plg³ (2,8 L) | 3,5 x 3 plg (88,9 x 76,2 mm)     | 8,5:1                  | 102 HP (103 CV; 76 kW) @ 4800 rpm  | 142 lb·pie (193 N·m) @ 2400 rpm |
| S/E 2.8 automatic                | V6            | Natural    | Carburador de 2 gargantas Rochester E2SE | 173 plg³ (2,8 L) | 3,5 x 3 plg (88,9 x 76,2 mm)     | 8,5:1                  | 107 HP (108 CV; 80 kW) @ 4800 rpm  | 145 lb·pie (197 N·m) @ 2100 rpm |
| S/E 2.8 HO                       | V6            | Natural    | Carburador de 2 gargantas Rochester E2SE | 173 plg³ (2,8 L) | 3,5 x 3 plg (88,9 x 76,2 mm)     | 8,9:1                  | 125 HP (127 CV; 93 kW) @ 5400 rpm  | 145 lb·pie (197 N·m) @ 2400 rpm |
| S/E 2.8                          | V6            | Natural    | Inyección multipunto                     | 173 plg³ (2,8 L) | 3,5 x 3 plg (88,9 x 76,2 mm)     | 8,9:1                  | 135 HP (137 CV; 101 kW) @ 5100 rpm | 165 lb·pie (224 N·m) @ 3600 rpm |
| 3.1 automatic                    | V6            | Natural    | Inyección multipunto                     | 191 plg³ (3,1 L) | 3,5 x 3,31 plg (88,9 x 84,1 mm)  | 8,5:1                  | 140 HP (142 CV; 104 kW) @ 4400 rpm | 180 lb·pie (244 N·m) @ 3600 rpm |
| Trans Am 20th Anniversary        | V6            | Turbo      | Inyección electrónica                    | 231 plg³ (3,8 L) | 3,8 x 3,4 plg (96,5 x 86,4 mm)   | 8,0:1                  | 250 HP (253 CV; 186 kW) @ 4400 rpm | 340 lb·pie (461 N·m) @ 2800 rpm |
| S/E 5.0                          | V8            | Natural    | Carburador de 4 gargantas Rochester E4ME | 305 plg³ (5 L)   | 3,74 x 3,48 plg (95,0 x 88,4 mm) | 8,6:1                  | 145 HP (147 CV; 108 kW) @ 4000 rpm | 240 lb·pie (325 N·m) @ 2000 rpm |
| Trans Am 5.0 automatic overdrive | V8            | Natural    | Carburador de 4 gargantas Rochester E4ME | 305 plg³ (5 L)   | 3,74 x 3,48 plg (95,0 x 88,4 mm) | 8,6:1                  | 150 HP (152 CV; 112 kW) @ 4000 rpm | 240 lb·pie (325 N·m) @ 2400 rpm |
| Trans Am 5.0 5-speed             | V8            | Natural    | Carburador de 4 gargantas Rochester E4ME | 305 plg³ (5 L)   | 3,74 x 3,48 plg (95,0 x 88,4 mm) | 8,6:1                  | 155 HP (157 CV; 116 kW) @ 4200 rpm | 245 lb·pie (332 N·m) @ 2000 rpm |
| Trans Am 5.0 CFI                 | V8            | Natural    | Inyección indirecta Cross Fire           | 305 plg³ (5 L)   | 3,74 x 3,48 plg (95,0 x 88,4 mm) | 9,5:1                  | 165 HP (167 CV; 123 kW) @ 4200 rpm | 240 lb·pie (325 N·m) @ 2400 rpm |
| Formula 5.0 5-speed              | V8            | Natural    | Inyección en el cuerpo del acelerador    | 305 plg³ (5 L)   | 3,74 x 3,48 plg (95,0 x 88,4 mm) | 9,3:1                  | 170 HP (172 CV; 127 kW) @ 4000 rpm | 255 lb·pie (346 N·m) @ 2400 rpm |
| Trans Am 5.0 TB1                 | V8            | Natural    | Inyección indirecta Cross Fire           | 305 plg³ (5 L)   | 3,74 x 3,48 plg (95,0 x 88,4 mm) | 9,5:1                  | 175 HP (177 CV; 130 kW) @ 4200 rpm | 250 lb·pie (339 N·m) @ 2800 rpm |
| Trans Am 5.0 TPI automatic       | V8            | Natural    | Inyección Tuned-Port                     | 305 plg³ (5 L)   | 3,74 x 3,48 plg (95,0 x 88,4 mm) | 9,3:1                  | 185 HP (188 CV; 138 kW) @ 4000 rpm | 290 lb·pie (393 N·m) @ 2800 rpm |
| Trans Am 5.0 High Output         | V8            | Natural    | Carburador de 4 gargantas Rochester E4ME | 305 plg³ (5 L)   | 3,74 x 3,48 plg (95,0 x 88,4 mm) | 9,5:1                  | 190 HP (193 CV; 142 kW) @ 4800 rpm | 240 lb·pie (325 N·m) @ 3200 rpm |
| Trans Am 5.0 (3.42 axle)         | V8            | Natural    | Inyección Tuned-Port                     | 305 plg³ (5 L)   | 3,74 x 3,48 plg (95,0 x 88,4 mm) | 9,5:1                  | 205 HP (208 CV; 153 kW) @ 4400 rpm | 270 lb·pie (366 N·m) @ 3200 rpm |
| Trans Am GTA 5.0 TPI             | V8            | Natural    | Inyección Tuned-Port                     | 305 plg³ (5 L)   | 3,74 x 3,48 plg (95,0 x 88,4 mm) | 9,3:1                  | 215 HP (218 CV; 160 kW) @ 4400 rpm | 285 lb·pie (386 N·m) @ 3200 rpm |
| Trans Am GTA 5.0                 | V8            | Natural    | Inyección Tuned-Port                     | 305 plg³ (5 L)   | 3,74 x 3,48 plg (95,0 x 88,4 mm) | 9,3:1                  | 230 HP (233 CV; 172 kW) @ 4400 rpm | 300 lb·pie (407 N·m) @ 3200 rpm |
| Trans Am GTA                     | V8            | Natural    | Inyección Tuned-Port                     | 350 plg³ (5,7 L) | 4 x 3,48 plg (101,6 x 88,4 mm)   | 9,0:1                  | 210 HP (213 CV; 157 kW) @ 4400 rpm | 330 lb·pie (447 N·m) @ 2800 rpm |
| Trans Am TPI                     | V8            | Natural    | Inyección Tuned-Port                     | 350 plg³ (5,7 L) | 4 x 3,48 plg (101,6 x 88,4 mm)   | 9,3:1                  | 225 HP (228 CV; 168 kW) @ 4400 rpm | 330 lb·pie (447 N·m) @ 3200 rpm |
| Trans Am GTA TPI                 | V8            | Natural    | Inyección Tuned-Port                     | 350 plg³ (5,7 L) | 4 x 3,48 plg (101,6 x 88,4 mm)   | 8,0:1                  | 235 HP (238 CV; 175 kW) @ 4400 rpm | 340 lb·pie (461 N·m) @ 3200 rpm |
| Trans Am GTA HO                  | V8            | Natural    | Inyección Tuned-Port                     | 350 plg³ (5,7 L) | 4 x 3,48 plg (101,6 x 88,4 mm)   | 9,3:1                  | 240 HP (243 CV; 179 kW) @ 4400 rpm | 340 lb·pie (461 N·m) @ 3200 rpm |

#### Relaciones de las transmisiones
| Tipo                                          | 1.ª   | 2.ª   | 3.ª   | 4.ª   | 5.ª   | Reversa | Final |
| --------------------------------------------- | ----- | ----- | ----- | ----- | ----- | ------- | ----- |
| Manual                                        | 3,504 | 2,48  | 1,655 | 1     |       | 3,504   | 3,23  |
| Manual                                        | 2,88  | 1,91  | 1,33  | 1     | 2,78  |         | 3,23  |
| Manual                                        | 3,42  | 2,28  | 1,45  | 1     | 3,51  | 2,73    |       |
| Manual                                        | 3,5   | 2,14  | 1,36  | 1     | 0,78  | 3,39    | 3,73  |
| Manual                                        | 3,76  | 2,18  | 1,42  | 1     | 0,72  | 3,76    | 3,73  |
| Manual                                        | 2,75  | 1,94  | 1,34  | 1     | 0,63  | 2,76    | 3,42  |
| Manual Borg Warner/Ford T-5                   | 4,03  | 2,37  | 1,5   | 1     | 0,76  | 3,76    | 3,42  |
| Automática Turbo Hydramatic THM-200           | 2,74  | 1,57  | 1     |       |       | 2,07    | 3,08  |
| Automática Turbo Hydramatic THM 440-T4 (4T60) | 2,921 | 1,568 | 1     | 0,705 | 2,385 | 3,23    |       |
| Automática Turbo Hydramatic THM 700-R4 (4L60) | 3,059 | 1,625 | 1     | 0,696 | 2,294 | 3,23    |       |

### KITT
Un modelo negro de 1982 se convirtió en "KITT" (Knight Industries Two Thousand) de la famosa serie de televisión Knight Rider ("El coche fantástico" en España, "El auto increíble" en México o "El auto fantástico" en Latinoamérica), incorporándole aparatos para la serie.
Este modelo tuvo algunas modificaciones relativamente leves para el rodaje, como: frente afilado como toque futurista, cofre con espacio para toma de aire, tablero e interiores, una luz pendular roja con un sonido muy característico, rines deportivos, parte trasera con luces corridas y oscuras.
En la serie estaba dotado de muchas más características, entre ellas: computadora con capacidad de aprendizaje, podía conducirse autónomamente, voz para interactuar con el piloto, escudo molecular contra balas y exposiciones, lámina resistente a altas temperaturas, turbojet que aceleraba de 0 a 100 km/h (62 mph) en dos segundos, entre otras más. Pronto General Motors se llenó de pedidos para autos idénticos, al grado de no permitir que en la serie se mencionara la marca ni el modelo.

## Cuarta generación (1993-2002)

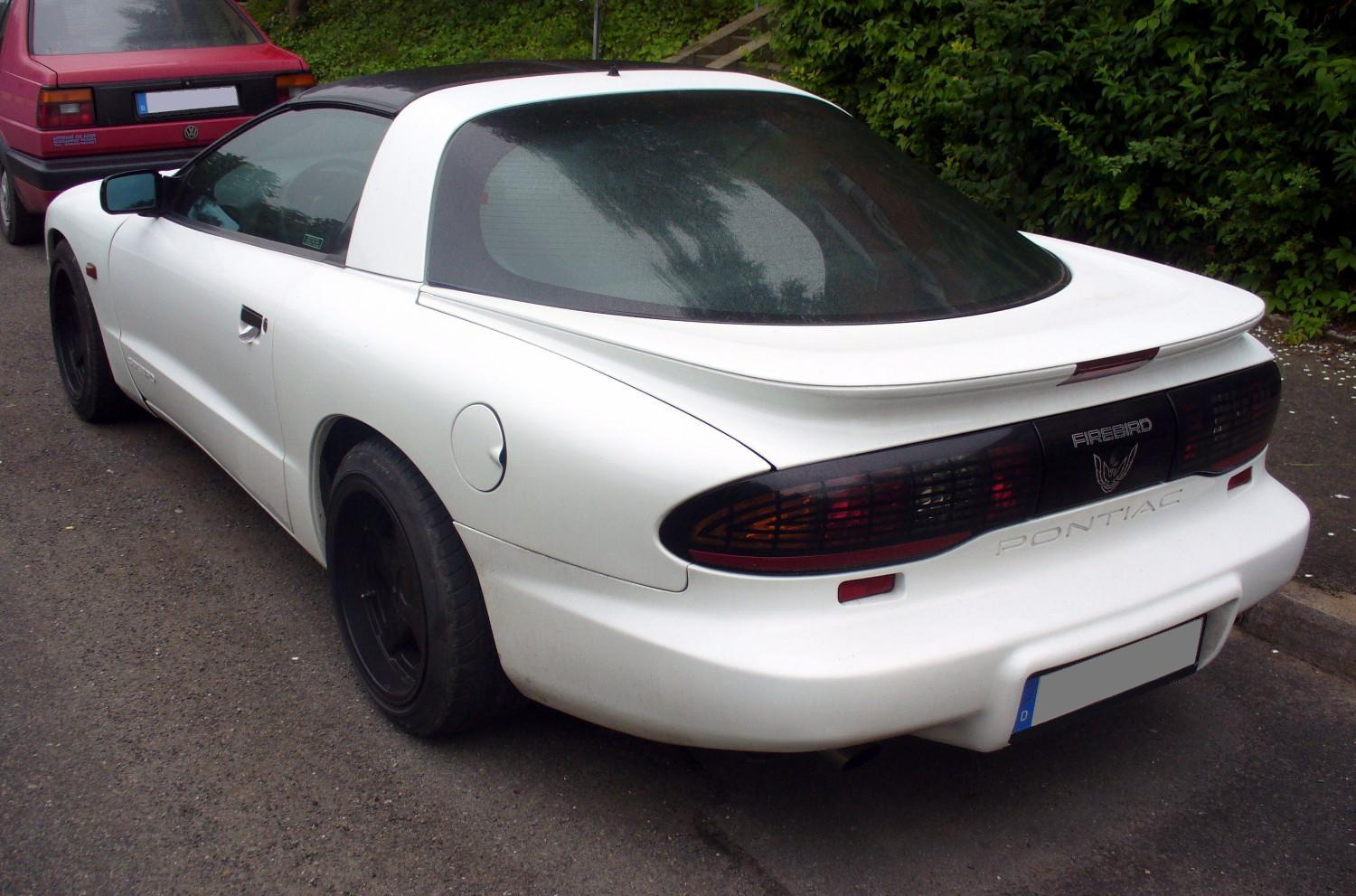
Vista trasera 3/4

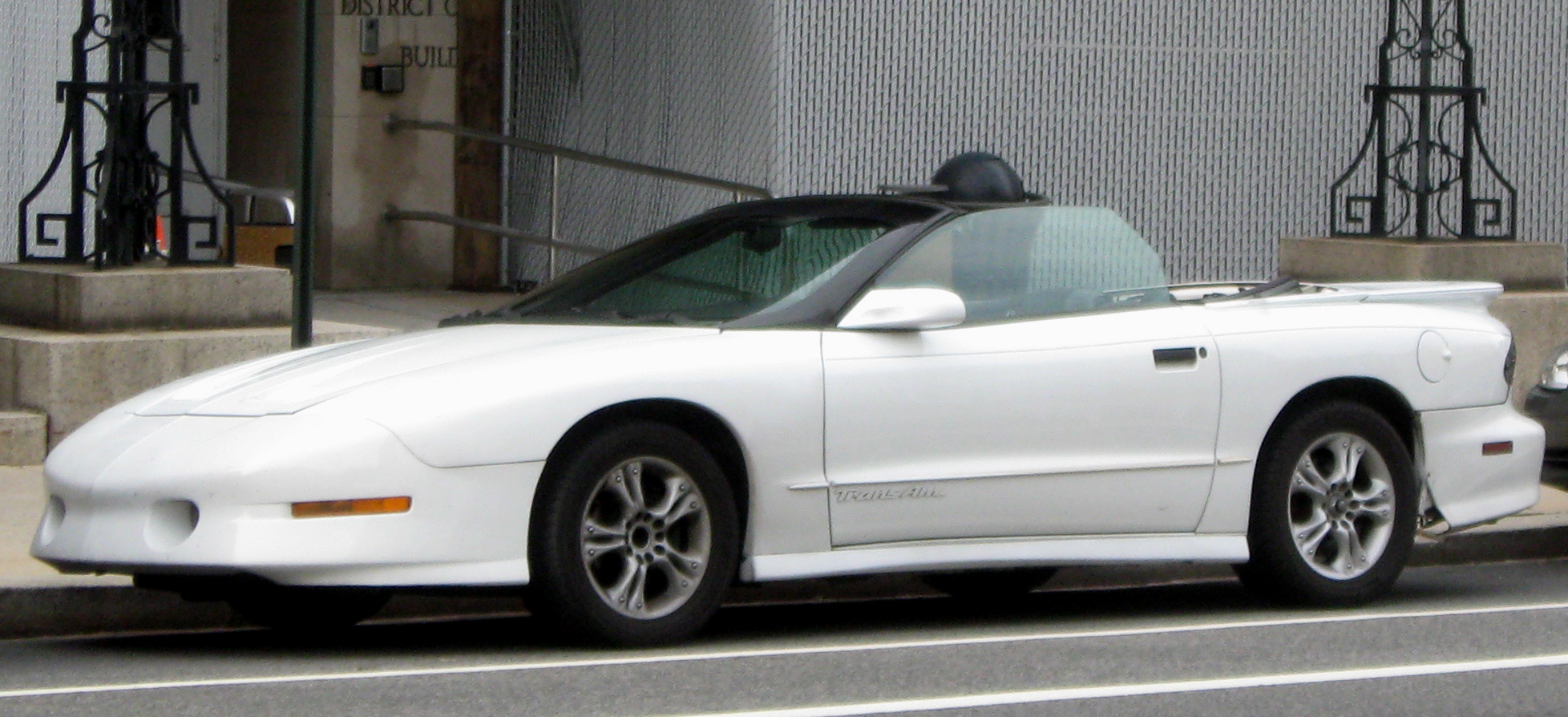
Trans Am descapotable de 1993-1997

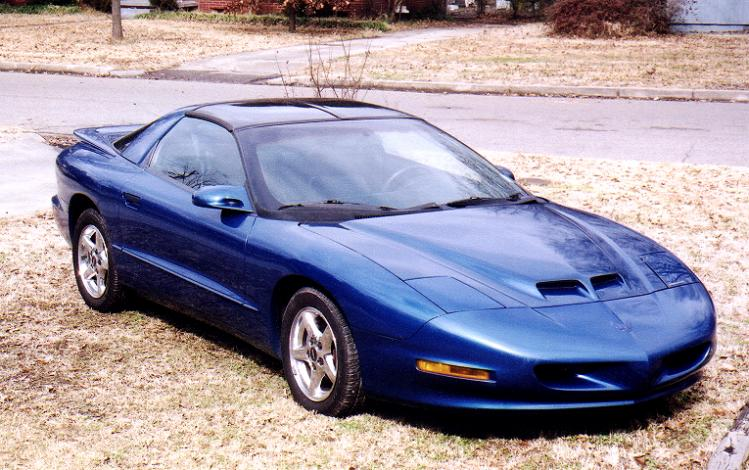
Firebird Formula de 1996

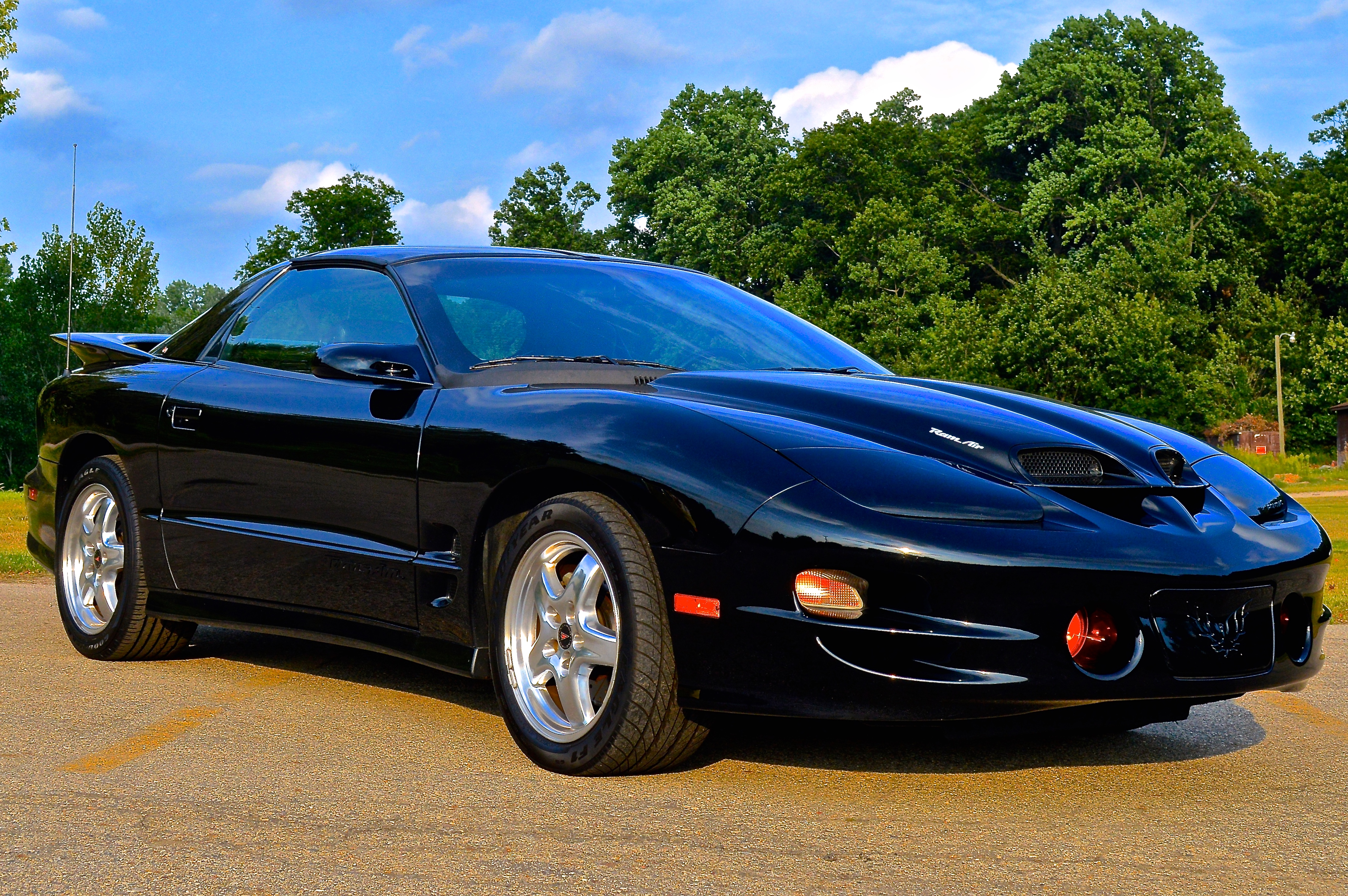
Trans Am WS6 de 2002

Para la cuarta generación se amplificó el estilo aerodinámico iniciado por la generación anterior. Si bien el eje trasero vivo y el piso detrás de los asientos delanteros se mantuvieron prácticamente iguales, el 90% de las partes eran completamente nuevas. En general, el nuevo estilo reflejó con más fuerza el concepto Banshee IV que el rediseño de 1991. Al igual que con el Camaro, las principales mejoras incluyeron bolsas de aire dobles estándar, frenos ABS en las cuatro ruedas, rines de 16 pulgadas (40,6 cm), dirección asistida de piñón y cremallera, suspensión delantera de brazo corto / largo y varios paneles de carrocería compuestos que no se oxidan.
A lo largo de la cuarta generación, los niveles de equipamiento incluyeron Firebird con motor V6 y los Formula y Trans Am con V8. Las transmisiones estándar fueron la T5 manual de cinco velocidades para los V6, la T56 manual de seis velocidades de Borg Warner para los V8. La 4L60 automática de cuatro velocidades era opcional para ambos en 1993, convirtiéndose en la 4L60E con controles electrónicos incorporados en 1994.
Desde 1993 hasta 1995, excluyendo a California, recibieron un V6 de 3350 cm³ (3,4 L; 204,4 plg³) con 160 HP (162 CV; 119 kW), una versión mejorada del V6 de 3135 cm³ (3,1 L; 191,3 plg³) de tercera generación. A partir de los modelos 1994, los sistemas estéreo de la serie "Delco 2001" reemplazaron a las unidades Delco anteriores. Esta serie revisada, también introducida para otras líneas de Pontiac, presentaba paneles de control de diseño ergonómico con botones más grandes y un ecualizador gráfico de siete bandas opcional. También en 1994, estaba disponible el descapotable de cuarta generación; todos los Firebird y Camaro tenían una ventana trasera de vidrio con un desempañador eléctrico incorporado.
Los modelos de 1995 eran los mismos que los de años anteriores, pero el control de tracción (ASR: regulación de deslizamiento de aceleración) estaba disponible para los Firebird LT1, controlado por un interruptor en la consola. El botón de "rendimiento de la transmisión" estaba disponible solamente en los Formula y Trans Am de 1994 y 1995. Esta opción se detuvo para los modelos 1996 y posteriores, pero las conexiones no utilizadas seguían disponibles para los Formula y Trans Am de 1996 y 1997. Si bien los coches de 1995 todavía usaban el sistema informático OBD-I (diagnóstico a bordo), el último año de cualquier automóvil estadounidense, incluido el cuerpo F, para usar OBD-I, la mayoría de ellos tenían puertos de conector OBD-II debajo del tablero.
Los niveles de rendimiento de Firebird mejoraron en 1996, con el establecimiento del V6 de 3791 cm³ (3,8 L; 231,3 plg³) con 200 HP (203 CV; 149 kW) más fuerte como el nuevo motor base, cuya potencia nominal del LT1 aumentó a 285 HP (289 CV; 213 kW) en 1996, debido a su nuevo sistema de escape con convertidor catalítico doble. Este también fue el primer año del sistema informático OBD-II. Las mejoras de rendimiento opcionales estaban disponibles para cada nivel de equipamiento de Firebird. Los paquetes de rendimiento Y87 para el V6 agregaron características mecánicas a las configuraciones del V8, como frenos de disco en las cuatro ruedas, dirección de respuesta más rápida, diferencial trasero de deslizamiento limitado y tubos de escape dobles. Para los Formula y Trans Ams, las campanas funcionales "Ram Air" de doble entrada regresaron como parte del paquete de desempeño WS6.
Para el modelo 1997, se introdujo aire acondicionado estándar, luces de circulación diurna, que utilizan las luces direccionales delanteras, odómetros digitales y sistemas opcionales de casete o disco compacto Monsoon de 500 W (1 CV) en todos los niveles de equipamiento. Para 1997 y en relación con el Camaro, el Firebird recibió una actualización de mitad de ciclo para el modelo 1998. Los cambios importantes incluyeron un nuevo cofre y la fascia delantera con tomas dobles, faros halógenos cuádruples retráctiles, intermitentes circulares y luz antiniebla, un compartimento para la placa de matrícula delantera, salidas de aire en el guardabarros inferior, letras en relieve en la puerta inferior de estilo unificado para cada nivel de acabado y un nuevo panel de luces traseras en forma de panal, con luces de marcha atrás circulares.
A partir de 1998 para los modelos 1999, un depósito de combustible no metálico estándar de 16,8 galAm (63,6 litros) aumentó el rango de desplazamiento potencial. El sistema de control de tracción ASR de GM se extendió a los Firebird con bloque V6 y todos los LS1 V8 y Y87 V6, también recibieron un eje trasero con reducción de deslizamiento Zexel / Torsen II.
En 2000, el paquete de rendimiento WS6 estaba disponible exclusivamente para las variantes descapotable y cupé del modelo 2001. Para 2002, más artículos de conveniencia, como espejos eléctricos y antenas eléctricas, se convirtieron en equipos estándar, mientras que los equipos de música de casete se eliminaron gradualmente.

### Producción
| Años  | Totales |
| ----- | ------- |
| 1993  | 14 112  |
| 1994  | 45 992  |
| 1995  | 50 986  |
| 1996  | 30 097  |
| 1997  | 30 754  |
| 1998  | 32 155  |
| 1999  | 32 209  |
| 2000  | 31 826  |
| 2001  | 21 436  |
| 2002  | 30 690  |
| Total | 320 257 |

### Especificaciones

#### Motorizaciones
| Variantes                    | Tipo de motor | Cilindrada         | Diámetro x carrera               | Relación de compresión | Potencia máxima                    | Par máximo                      |
| ---------------------------- | ------------- | ------------------ | -------------------------------- | ---------------------- | ---------------------------------- | ------------------------------- |
| 3.4 V6                       | V6            | 204,5 plg³ (3,4 L) | 3,62 x 3,31 plg (91,9 x 84,1 mm) | 9,0:1                  | 160 HP (162 CV; 119 kW) @ 4800 rpm | 200 lb·pie (271 N·m) @ 3500 rpm |
| 3.8 V6                       | V6            | 231 plg³ (3,8 L)   | 3,8 x 3,4 plg (96,5 x 86,4 mm)   | 9,4:1                  | 200 HP (203 CV; 149 kW) @ 5200 rpm | 225 lb·pie (305 N·m) @ 4000 rpm |
| Trans Am 25th Anniversary GT | V8            | 350 plg³ (5,7 L)   | 4 x 3,48 plg (101,6 x 88,4 mm)   | 10,5:1                 | 275 HP (279 CV; 205 kW) @ 5000 rpm | 325 lb·pie (441 N·m) @ 2400 rpm |
| Trans Am performance axle    | V8            | 350 plg³ (5,7 L)   | 4 x 3,48 plg (101,6 x 88,4 mm)   | 10,4:1                 | 280 HP (284 CV; 209 kW) @ 5000 rpm | 330 lb·pie (447 N·m) @ 2000 rpm |
| Formula 5.7 V8               | V8            | 350 plg³ (5,7 L)   | 4 x 3,48 plg (101,6 x 88,4 mm)   | 10,4:1                 | 285 HP (289 CV; 213 kW) @ 5000 rpm | 325 lb·pie (441 N·m) @ 2400 rpm |
| Formula WS6 Ram Air          | V8            | 350 plg³ (5,7 L)   | 4 x 3,48 plg (101,6 x 88,4 mm)   | 10,4:1                 | 305 HP (309 CV; 227 kW) @ 5500 rpm | 335 lb·pie (454 N·m) @ 2400 rpm |
| Firehawk 300 HP              | V8            | 350 plg³ (5,7 L)   | 4 x 3,48 plg (101,6 x 88,4 mm)   | n/a                    | 300 HP (304 CV; 224 kW) @ 5000 rpm | 330 lb·pie (447 N·m) @ 2000 rpm |
| Firehawk 315 HP              | V8            | 350 plg³ (5,7 L)   | 4 x 3,48 plg (101,6 x 88,4 mm)   | n/a                    | 315 HP (319 CV; 235 kW) @ 5500 rpm | 342 lb·pie (464 N·m) @ 4000 rpm |
| Formula performance package  | V8            | 346 plg³ (5,7 L)   | 3,9 x 3,62 plg (99,1 x 91,9 mm)  | 10,1:1                 | 310 HP (314 CV; 231 kW) @ 5200 rpm | 340 lb·pie (461 N·m) @ 4000 rpm |
| Trans Am WS6 automatic       | V8            | 346 plg³ (5,7 L)   | 3,9 x 3,62 plg (99,1 x 91,9 mm)  | 10,1:1                 | 320 HP (324 CV; 239 kW) @ 5200 rpm | 345 lb·pie (468 N·m) @ 4400 rpm |
| Trans Am WS6                 | V8            | 346 plg³ (5,7 L)   | 3,9 x 3,62 plg (99,1 x 91,9 mm)  | 10,1:1                 | 325 HP (330 CV; 242 kW) @ 5200 rpm | 350 lb·pie (475 N·m) @ 4000 rpm |

#### Relaciones de las transmisiones
| Tipo                               | 1.ª   | 2.ª   | 3.ª  | 4.ª   | 5.ª  | 6.ª  | Reversa | Final |
| ---------------------------------- | ----- | ----- | ---- | ----- | ---- | ---- | ------- | ----- |
| Manual                             | 3,75  | 2,19  | 1,41 | 1     | 0,72 |      | 3,53    | 3,23  |
| Manual Tremec T56 Borg Warner      | 2,66  | 1,78  | 1,3  | 1     | 0,74 | 0,5  | 2,9     | 3.42  |
| Manual Tremec T56                  | 2,96  | 2,07  | 1,43 | 1     | 0,8  | 0,62 | 3,28    | 3,23  |
| Automática Turbo Hydramatic 4L60-E | 3,059 | 1,625 | 1    | 0,696 |      |      | 2,294   | 3,23  |

## Ediciones especiales

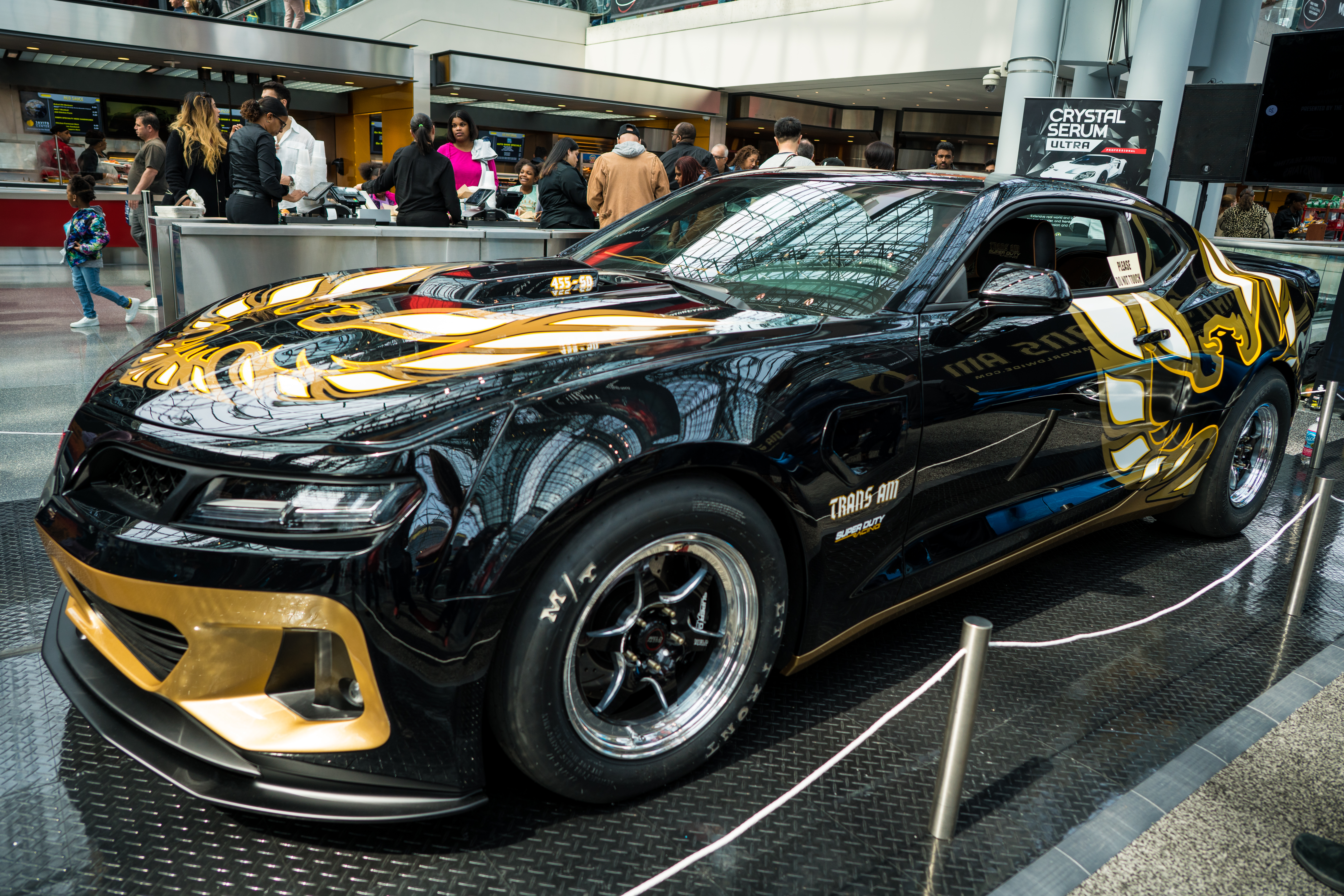
Trans Am Super Duty en el Salón del Automóvil de Nueva York

En 2012, General Motors firmó un acuerdo de licencia con Trans Am Depot para usar el nombre de Trans Am y los logotipos de Pontiac en las versiones personalizadas del nuevo modelo.
En virtud de este acuerdo, Trans Am Depot tomaba los Chevrolet Camaro de modelo nuevo, los reduce a sus componentes básicos y reconstruye lo que parece un nuevo Trans Am. Los fabrican con los diseños de la versión 6T9 Trans Am, 6T9 Goat ("GTO"), 7T7 Trans Am y la edición limitada Hurst Trans Am. El 26 de marzo de 2017 en el Salón del Automóvil de Nueva York, se presentó el "Bandit Edition" construido por Trans Am Depot, del que solamente se producirían 77 unidades, cada uno firmado por Burt Reynolds.
El tren motriz es una versión de inyección directa de 455 plg³ (7,5 litros) del actual V8 LT1 generación V, equipado con un sobrealimentador Magnuson de 2,3 litros (140,4 plg³), con una presión de impulso de 14 psi (1 bar), desarrollando más de 1000 HP (1014 CV; 746 kW) y 1046 lb·pie (1418 N·m) de par máximo.

## En la cultura popular
- En la serie de televisión CHiPs (Patrulla Motorizada en Latinoamérica), Frank Poncherello interpretado por Erik Estrada, tiene como auto particular un Trans Am de 1971.[93]
- En la película Cannonball de 1976, el protagonista interpretado por David Carradine, conduce un modelo rojo.[94]
- En el videoclip de Madonna What It Feels Like for a Girl, aparece un Firebird de 1976.[95]
- En la serie The Rockford Files (Los Archivos de Rockford en Latinoamérica), el protagonista Jim Rockford interpretado por James Garner, en las primeras tres temporadas conduce un Firebird Esprit de 1974 y en las últimas tres conduce un Firebird Formula de 1977.[96]
- En película Rocky II, aparece un Trans Am negro de 1979.[7]
- En la película de Quentin Tarantino Kill Bill Vol.2, el personaje Elle Driver interpretado por Daryl Hannah conduce un Trans Am negro de 1980.[97]
- En American Pie 3, el coche de Stiffler es un Firebird negro de 1980.[98]
- En la serie de dibujos animados Los Simpson, el automóvil de Apu es un Firebird de 1977.[98]
- En la serie en emisión de Canal FX The Good Guys, el detective Dan Stark usa como vehículo policial un Firebird gris de 1979.[99]
- En la película 13 Going on 30, aparece un Trans Am de 1978 color café metálico.[100]
- En la película American Beauty, un Firebird rojo de 1970 es el coche que Lester Burnham, interpretado por Kevin Spacey, tanto había deseado y que se compra finalmente tras un arrebato de vivir la vida, según el argumento base de dicha película.[101]
- Lady Gaga sale bailando sobre el techo, alrededor y dentro de un Trans Am en su videoclip "Marry the Night".[102]
- En el videoclip de "Una vaina loca" de Fuego y El Potro Álvarez, uno de los cinco muscle cars que rescatan a Fuego es un Trans Am color negro de 1978.[103]
- En la sexta temporada de la serie de televisión Dexter, el sargento Angel Batista, interpretado por David Zayas, conduce un Trans Am color negro de 1977, el mismo modelo que el visto en "Smokey & the Bandit".[104]
- Al comienzo del video musical Party in the U.S.A. de Miley Cyrus, aparece un Firebird negro.[105]
- En la película Sleepwalkers (Sonámbulos) de Stephen King, el actor principal Brian Krause maneja un Firebird de 1978.[106]
- En la serie de televisión Cobra Kai el protagonista Johnny Lawrence interpretado por William Zabka, maneja un Firebird rojo de 1991 en su primera temporada.[107]
- En la serie de televisión web de 2019 - WAYNE, el protagonista Wayne McCullough interpretado por Mark McKenna, se embarca en una aventura con su nueva enamorada, Del, para recuperar el Trans Am de 1978 color dorado que le robaron a su padre antes de morir.[108]
- En la película "White Men Can't Jump" (Los blancos no saben saltar en Hispanoamérica o Los blancos no la saben meter en España), el personaje interpretado por Wesley Snipes conduce un Trans Am de 1981.[109]
- En la serie de televisión Riverdale, Hiram Lodge le regala un Firebird azul a Archie Andrews.[110]
- En la película McQ de John Sturges, el protagonista interpretado por John Wayne, conduce un flamante Firebird negro de 1973, el cual acaba aplastado entre los parachoques de dos camiones.[111]
- En la serie The Office, Dwight Schrute conduce un Trans Am rojo de 1987.[112]
- En la saga Grand Theft Auto, aparece un coche bajo el nombre ficticio de "Phoenix" que se basa en un modelo de 1979-1981, pero las luces traseras redondas son más similares a las del Chevrolet Camaro de 1970-1973.[113]